# Supercopa Juvenil FCF 2025
La Supercopa Juvenil FCF de 2025 es la XV edición del campeonato juvenil de fútbol en Colombia. Es organizado por la Federación Colombiana de Fútbol junto a la División Mayor del Fútbol Colombiano y la División Aficionada del Fútbol Colombiano y sirve como proyección de futbolistas y árbitros al profesionalismo.
El campeón representará a Colombia en la Copa Libertadores Sub-20 de 2026.
En esta edición participan un total de 30 futbolistas inscritos por cada club, 27 nacidos a partir del 1 de enero de 2005 y tres arqueros nacidos a partir del 1 de enero de 2003.
Esta temporada cuenta con la participación de 60 clubes: 34 profesionales (afiliados a Dimayor) y 26 aficionados (afiliados a Difutbol).

## Sistema de juego
- Primera fase (Fase de grupos o también Fase Regional): Inicialmente la I Fase se jugaría dividiendo los sesenta (60) equipos en seis (6) Grupos, los cuales se denominarán Grupo “A”, Grupo “B”, Grupo “C”, Grupo “D”, Grupo “E” y Grupo "F". En cada grupo se jugará por el sistema de todos contra todos a dos (2) vueltas (local y visitante). Jugadas todos los partidos (18 fechas) los dos primeros equipos con mejor puntaje y los cuatro mejores terceros clasificaran a la II Fase del torneo.

- Segunda fase (Octavos de final): Organizados según la tabla de reclasificación por puntos, sin importar el número de partidos jugados del torneo se enfrentarán en partidos de ida y vuelta de la siguiente manera:

Llave 1: Equipo 1 vs. Equipo 16
Llave 2: Equipo 2 vs. Equipo 15
Llave 3: Equipo 3 vs. Equipo 14
Llave 4: Equipo 4 vs. Equipo 13
Llave 5: Equipo 5 vs. Equipo 12
Llave 6: Equipo 6 vs. Equipo 11
Llave 7: Equipo 7 vs. Equipo 10
Llave 8: Equipo 8 vs. Equipo 9
- Tercera fase (Cuartos de final): Los ocho equipos ganadores de la fase anterior se enfrentan en partidos de ida y vuelta siendo local en la segunda fecha el equipo con mejor puntuación el equipo con mejor posición en la tabla de reclasificación sumadas las fases I y II, enfrentándose de la siguiente manera:

Llave A: Ganador 1 vs. Ganador 8
Llave B: Ganador 2 vs. Ganador 7
Llave C: Ganador 3 vs. Ganador 7
Llave D: Ganador 4 vs. Ganador 5
- Cuarta fase (Semifinales): Los cuatro equipos ganadores de la fase anterior se enfrentan en partidos de ida y vuelta siendo local en la segunda fecha el equipo con mejor puntuación el equipo con mejor posición en la tabla de reclasificación sumadas las fases I, II y III, enfrentándose de la siguiente manera:

Semifinal A: Ganador A vs. Ganador D
Semifinal B: Ganador B vs. Ganador C
- Final: Los dos equipos ganadores de la fase anterior se enfrentan en partidos de ida y vuelta siendo local en la segunda fecha el equipo con mejor puntuación el equipo con mejor posición en la tabla de reclasificación sumadas las fases I, II, III, IV.

Descenderán los últimos 10 clubes de la tabla de reclasificación, ascenderán los 10 mejores del Torneo Sub-20 B

## Equipos participantes

### Relevo anual de clubes
El relevo de clubes fue confirmado por la Federación Colombiana de Fútbol una vez los equipos realizaron su inscripción.
| Ascensos a la Supercopa Juvenil FCF         |
| ------------------------------------------- |
| Arco Zaragoza (Semifinalista Sub-20 B)      |
| Atlético Aracataca (Sexta Fase Sub-20 B)    |
| Europa F. C. (Quinta Fase Sub-20 B)         |
| Cali Andrés Sanín (Quinta Fase Sub-20 B)    |
| Juventud Magangué (Quinta Fase Sub-20 B)    |
| Reyes del Gol (Quinta Fase Sub-20 B)        |
| Ocaña F. C. (Cuarta Fase Sub-20 B)          |
| Atlético Real Boyacá (Cuarta Fase Sub-20 B) |
| Kanteranos F. C. (Cuarta Fase Sub-20 B)     |
| Legends F. C. (Cuarta Fase Sub-20 B)        |

| Descendidos al Torneo Sub-20 B por Reclasificación |
| -------------------------------------------------- |
| San Francisco F. C.                                |
| PSD Panteras (Puesto 62°)                          |
| Atlético F. C. (Puesto 61°)                        |
| Atlético Faustino Asprilla (Puesto 60°)            |
| River Magdalena (Puesto 59°)                       |
| Ciclos F. C. (Puesto 58°)                          |
| Cordeajax (Puesto 57°)                             |
| Alberto Zamora (Puesto 56°)                        |
| Deportivo Galapa (Puesto 55°)                      |
| Deportes Quindío (Puesto 54°)                      |
| Talentos Envigado (Puesto 52°)                     |
| Plata Vinotinto y Oro (Puesto 51°)                 |
| Tiendas Margo's                                    |

### Datos de los clubes
Nota: Los equipos participantes inscriben un estadio o cancha principal para sus partidos en condición de local, pero pueden alternar su sede con autorización previa de la organización, por transmisión de televisión, razones logísticas o fuerza mayor.
| Grupo A | Grupo A                                                                                 | Grupo A | Grupo A |
| Equipo | Ciudad                                                                                  | Estadio/Cancha | Ubicación |
| --- | --------------------------------------------------------------------------------------- | --- | --- |
| - Atlético Real Boyacá - Bogotá F. C. - Boyacá Chicó - Fortaleza CEIF - La Equidad - Maracaneiros - Millonarios - Patriotas - Santa Fe - Tigres F. C. | - Bogotá - Bogotá - Tunja - Bogotá - Bogotá - Bogotá - Bogotá - Tunja - Bogotá - Bogotá | - Club Real Boyacá - Sede Deportiva Chorrillos - Sede Deportiva Isabelita Pimentel - La Fortaleza - Sede Deportiva Carlos Mario Zuluaga - Finca Maracaná - Sede Deportiva Xcoli - Sede Deportiva Patriotas - Sede Deportiva Santa Fe - Estadio Eduardo Orozco Mendoza - Dimenor | - Fontibón - Vía Suba-Cota - Soracá - Vía Suba-Cota - Usaquén - Tenjo - Arrayanes - Tunja - Tenjo - Vía Suba-Cota |

| Grupo B | Grupo B                                                                                                 | Grupo B | Grupo B                                                                                             |
| Equipo | Ciudad                                                                                                  | Estadio/Cancha | Ubicación                                                                                           |
| --- | --- | --- | --------------------------------------------------------------------------------------------------- |
| - Águilas Doradas - Arco Zaragoza - Atlético Nacional - Envigado F. C. - Independiente Medellín - Itagüí Leones - Reyes del Gol - Total Soccer - Turbo F. C. - Urabá Soccer | - Rionegro - Medellín - Medellín - Envigado - Medellín - Itagüí - Medellín - La Ceja - Turbo - Apartadó | - Campo Santander - Cancha Marte No.1 - Sede Deportiva de Atlético Nacional - Estadio Polideportivo Sur - Sede Deportiva Raúl Giraldo - Cancha Municipal - Cancha Municipal - Estadio Carlos Alberto Bernal - Estadio John Jairo Tréllez - Estadio Santiago Santacruz Rambay | - Rionegro - Medellín - Guarne - Envigado - Rionegro - Itagüí - Itagüí - La Ceja - Turbo - Apartadó |

| Grupo C | Grupo C                                                                             | Grupo C | Grupo C                                                                                 |
| Equipo | Ciudad                                                                              | Estadio/Cancha | Ubicación                                                                               |
| --- | ----------------------------------------------------------------------------------- | --- | --------------------------------------------------------------------------------------- |
| - América de Cali - Boca Juniors de Cali - Cali Andrés Sanín - Depor Valencia - Deportivo Cali - Deportivo Pasto - Deportivo Pereira - Europa F. C. - Internacional F. C. - Orsomarso | - Cali - Cali - Cali - Cali - Cali - Pasto - Pereira - La Tebaida - Palmira - Yumbo | - Sede Deportiva La Candela - Sede Deportiva La Troja - Cancha Puerto Mallarino - Sede Deportiva La Troja - Sede Deportivo Cali - Sede Deportiva Botana - Complejo Deportivo CORDEP - Estadio Alpidio Mejía - Sede Deportiva Tres Esquinas - Sede Deportiva Águila Roja | - Cali - Cali - Cali - Cali - Pance - Pasto - Pereira - La Tebaida - Tuluá - Candelaria |

| Grupo D | Grupo D | Grupo D | Grupo D |
| Equipo | Ciudad | Estadio/Cancha | Ubicación |
| --- | --- | --- | --- |
| - Academia de Crespo - Atlético Aracataca - Barranquilla F. C. - Costa Azul - Darsena F. C. - Fusión Caribe - Jaguares - Junior - Real Cartagena - Unión Magdalena | - Cartagena - Aracataca - Barranquilla - Puerto Colombia - Cartagena - Barranquilla - Montería - Barranquilla - Cartagena - Santa Marta | - Cancha San Fernando - Estadio Chelo de Castro - Sede Deportiva Bombona - Estadio Lulio González - Cancha San Fernando - Estadio Moderno Julio Torres - Sede Deportiva Jaguares - Sede Deportiva Bombona - Cancha San Fernando - Sede Vacacional Los Trupillos | - Cartagena - Aracataca - Malambo - Puerto Colombia - Cartagena - Barranquilla - Caño Viejo las Lamas - Malambo - Cartagena - Santa Marta |

| Grupo E | Grupo E | Grupo E | Grupo E |
| Equipo | Ciudad | Estadio/Cancha | Ubicación |
| --- | --- | --- | --- |
| - Alianza Valledupar - Alianza Vallenata - Atlético Bucaramanga - Cúcuta Deportivo - Cúcuta F. C. - Juventud Magangué - Ocaña F. C. - Olímpicas Fútbol - Olympic C. D. - Real Santander | - Valledupar - Valledupar - Bucaramanga - Cúcuta - Cúcuta - Magangué - Ocaña - Cúcuta - Floridablanca - Piedecuesta | - Polideportivo MS Construcciones - Cancha Galo Celedón - Sede Deportiva Barlovento - Sede Cúcuta Deportivo - Estadio Gran Colombiano - Estadio Diego de Carvajal - Estadio Hermides Padilla - Polideportivo Chapinero - Cancha Marte - Estadio Villa Concha | - Valledupar - Valledupar - Bucaramanga - Villa del Rosario - Villa del Rosario - Magangué - Ocaña - Cúcuta - Bucaramanga - Piedecuesta |

| Grupo F | Grupo F                                                                                                   | Grupo F | Grupo F |
| Equipo | Ciudad | Estadio/Cancha | Ubicación |
| --- | --- | --- | --- |
| - Atlético Huila - CEIF F. C. - Deportes Tolima - Kanteranos F. C. - Legends F. C. - Llaneros - Martín García & RJB - Once Caldas - Real Cumare - Real Cundinamarca | - Neiva - Bogotá - Ibagué - Bogotá - Funza - Villavicencio - Villavicencio - Manizales - Cumaral - Bogotá | - Sede Deportiva Atlético Huila - Estadio Municipal - Sede Deportiva San Gabriel - Sede Deportiva Kanteranos F. C. - Estadio Municipal - C. auxiliar Estadio Bello Horizonte - Rey Pelé - Cancha Menegua - Cancha Luis Fernando Montoya - Cancha La Bombonera - Estadio Atahualpa | - Neiva - Cota (Cundinamarca) - Ibagué - Vía Suba-Cota - Funza - Villavicencio - Villavicencio - Manizales - Villavicencio - Fontibón |

## Fase de grupos
- La hora de cada encuentro corresponde a la hora legal de Colombia (UTC-5).

|  |                                                                    |
|  | Clasificado a Octavos de final.                                    |
|  | Posible clasificado a Octavos de final.                            |
|  | Eliminado.                                                         |
|  | Club retirado, descenso al Torneo Sub-20 B para la temporada 2026. |

### Grupo A
| Pos. | Equipo               | Pts. | PJ | G  | E | P | GF | GC | Dif. |  |
| ---- | -------------------- | ---- | -- | -- | - | - | -- | -- | ---- |  |
| 1    | Fortaleza CEIF       | 43   | 17 | 14 | 1 | 2 | 37 | 13 | +24  |  |
| 2    | Millonarios          | 33   | 17 | 10 | 3 | 4 | 33 | 19 | +14  |  |
| 3    | Patriotas            | 28   | 17 | 7  | 7 | 3 | 18 | 12 | +6   |  |
| 4    | Atlético Real Boyacá | 22   | 17 | 7  | 1 | 9 | 22 | 29 | −7   |  |
| 5    | La Equidad           | 22   | 17 | 6  | 4 | 7 | 18 | 20 | −2   |  |
| 6    | Santa Fe             | 21   | 17 | 6  | 3 | 8 | 19 | 18 | +1   |  |
| 7    | Tigres F. C.         | 19   | 17 | 5  | 4 | 8 | 23 | 23 | 0    |  |
| 8    | Bogotá F. C.         | 18   | 17 | 5  | 3 | 9 | 21 | 30 | −9   |  |
| 9    | Boyacá Chicó         | 16   | 17 | 4  | 4 | 9 | 17 | 25 | −8   |  |
| 10   | Maracaneiros         | 16   | 17 | 4  | 4 | 9 | 20 | 29 | −9   |  |

Actualizado a los partidos jugados el 9 de agosto de 2025.
 Fuente: FCF
| Fecha 1              | Fecha 1   | Fecha 1      | Fecha 1                  | Fecha 1     | Fecha 1 | Fecha 1         |
| Local                | Resultado | Visitante    | Lugar                    | Fecha       | Hora    | Transmisión     |
| -------------------- | --------- | ------------ | ------------------------ | ----------- | ------- | --------------- |
| Santa Fe             | 2 : 0     | Tigres F. C. | Sede Deportiva Tenjo     | 14 de marzo | 12:00   | Sin transmisión |
| Patriotas            | 1 : 0     | Bogotá F. C. | Sede Deportiva Patriotas | 15 de marzo | 10:30   | Sin transmisión |
| Maracaneiros         | 1 : 1     | Millonarios  | Finca Maracaná           | 16 de marzo | 12:00   | Sin transmisión |
| Fortaleza CEIF       | 2 : 1     | Boyacá Chicó | La Fortaleza             | 11 de abril | 13:30   | Sin transmisión |
| Atlético Real Boyacá | 2 : 3     | La Equidad   | Club Real Boyacá         | 24 de mayo  | 12:00   | Sin transmisión |

| Fecha 2      | Fecha 2   | Fecha 2              | Fecha 2                           | Fecha 2     | Fecha 2 | Fecha 2         |
| Local        | Resultado | Visitante            | Lugar                             | Fecha       | Hora    | Transmisión     |
| ------------ | --------- | -------------------- | --------------------------------- | ----------- | ------- | --------------- |
| Tigres F. C. | 1 : 0     | Atlético Real Boyacá | Sede Deportiva Kanteranos F. C.   | 21 de marzo | 12:00   | Sin transmisión |
| La Equidad   | 0 : 0     | Patriotas            | Sede Carlos M. Zuluaga            | 21 de marzo | 13:00   | Sin transmisión |
| Boyacá Chicó | 0 : 2     | Maracaneiros         | Sede Deportiva Isabelita Pimentel | 21 de marzo | 14:00   | Sin transmisión |
| Millonarios  | 1 : 0     | Santa Fe             | Sede Deportiva FCF                | 22 de marzo | 10:00   | Win Sports      |
| Bogotá F. C. | 1 : 3     | Fortaleza CEIF       | Sede Deportiva Chorrillos         | 22 de marzo | 11:00   | Sin transmisión |

| Fecha 3              | Fecha 3   | Fecha 3        | Fecha 3                  | Fecha 3     | Fecha 3 | Fecha 3         |
| Local                | Resultado | Visitante      | Lugar                    | Fecha       | Hora    | Transmisión     |
| -------------------- | --------- | -------------- | ------------------------ | ----------- | ------- | --------------- |
| Santa Fe             | 2 : 0     | Boyacá Chicó   | Sede Deportiva Tenjo     | 28 de marzo | 12:00   | Sin transmisión |
| La Equidad           | 2 : 1     | Tigres F. C.   | Sede Carlos M. Zuluaga   | 28 de marzo | 13:00   | Sin transmisión |
| Patriotas Boyacá     | 0 : 1     | Fortaleza CEIF | Sede Deportiva Patriotas | 29 de marzo | 10:30   | Sin transmisión |
| Maracaneiros         | 1 : 2     | Bogotá F. C.   | Finca Maracaná           | 29 de marzo | 12:00   | Sin transmisión |
| Atlético Real Boyacá | 0 : 2     | Millonarios    | Club Real Boyacá         | 29 de marzo | 13:00   | Sin transmisión |

| Fecha 4        | Fecha 4   | Fecha 4              | Fecha 4                           | Fecha 4    | Fecha 4 | Fecha 4         |
| Local          | Resultado | Visitante            | Lugar                             | Fecha      | Hora    | Transmisión     |
| -------------- | --------- | -------------------- | --------------------------------- | ---------- | ------- | --------------- |
| Boyacá Chicó   | 0 : 1     | Atlético Real Boyacá | Sede Deportiva Isabelita Pimentel | 4 de abril | 14:00   | Sin transmisión |
| Bogotá F. C.   | 1 : 3     | Santa Fe             | Sede Deportiva Chorrillos         | 4 de abril | 14:30   | Sin transmisión |
| Millonarios    | 1 : 1     | La Equidad           | Sede Deportiva Xcoli              | 5 de abril | 11:00   | Sin transmisión |
| Fortaleza CEIF | 3 : 1     | Maracaneiros         | La Fortaleza                      | 6 de abril | 10:00   | Sin transmisión |
| Tigres F. C.   | 0 : 3     | Patriotas            | Sede Deportiva FCF                | 6 de abril | 10:15   | Win Sports      |

| Fecha 5              | Fecha 5   | Fecha 5        | Fecha 5                         | Fecha 5     | Fecha 5 | Fecha 5         |
| Local                | Resultado | Visitante      | Lugar                           | Fecha       | Hora    | Transmisión     |
| -------------------- | --------- | -------------- | ------------------------------- | ----------- | ------- | --------------- |
| Santa Fe             | 0 : 1     | Fortaleza CEIF | Sede Deportiva Tenjo            | 25 de abril | 11:00   | Sin transmisión |
| Tigres F. C.         | 2 : 2     | Millonarios    | Sede Deportiva Kanteranos F. C. | 26 de abril | 10:00   | Sin transmisión |
| La Equidad           | 3 : 1     | Boyacá Chicó   | Sede Deportiva FCF              | 26 de abril | 10:15   | Win Sports      |
| Patriotas Boyacá     | 2 : 2     | Maracaneiros   | Sede Deportiva Patriotas        | 26 de abril | 10:30   | Sin transmisión |
| Atlético Real Boyacá | 3 : 1     | Bogotá F. C.   | Club Real Boyacá                | 26 de abril | 13:30   | Sin transmisión |

| Fecha 6        | Fecha 6   | Fecha 6              | Fecha 6                           | Fecha 6   | Fecha 6 | Fecha 6         |
| Local          | Resultado | Visitante            | Lugar                             | Fecha     | Hora    | Transmisión     |
| -------------- | --------- | -------------------- | --------------------------------- | --------- | ------- | --------------- |
| Bogotá F. C.   | 2 : 1     | La Equidad           | Sede Deportiva Chorrillos         | 2 de mayo | 14:00   | Sin transmisión |
| Boyacá Chicó   | 0 : 0     | Tigres F. C.         | Sede Deportiva Isabelita Pimentel | 2 de mayo | 15:00   | Sin transmisión |
| Millonarios    | 3 : 1     | Patriotas            | Sede Deportiva Xcoli              | 3 de mayo | 11:00   | Sin transmisión |
| Fortaleza CEIF | 4 : 0     | Atlético Real Boyacá | Estadio Municipal de Cota         | 3 de mayo | 15:00   | Sin transmisión |
| Maracaneiros   | 1 : 3     | Santa Fe             | Finca Maracaná                    | 4 de mayo | 12:00   | Sin transmisión |

| Fecha 7              | Fecha 7   | Fecha 7        | Fecha 7                  | Fecha 7    | Fecha 7 | Fecha 7         |
| Local                | Resultado | Visitante      | Lugar                    | Fecha      | Hora    | Transmisión     |
| -------------------- | --------- | -------------- | ------------------------ | ---------- | ------- | --------------- |
| Tigres F. C.         | 3 : 4     | Bogotá F. C.   | Estadio Atahualpa        | 9 de mayo  | 11:00   | Sin transmisión |
| La Equidad           | 1 : 2     | Fortaleza CEIF | Sede Carlos M. Zuluaga   | 9 de mayo  | 12:00   | Sin transmisión |
| Millonarios          | 7 : 3     | Boyacá Chicó   | Sede Deportiva Xcoli     | 10 de mayo | 11:00   | Sin transmisión |
| Atlético Real Boyacá | 0 : 2     | Maracaneiros   | Club Real Boyacá         | 10 de mayo | 13:30   | Sin transmisión |
| Patriotas            | 1 : 0     | Santa Fe       | Sede Deportiva Patriotas | 11 de mayo | 11:00   | Sin transmisión |

| Fecha 8        | Fecha 8   | Fecha 8              | Fecha 8                   | Fecha 8     | Fecha 8 | Fecha 8         |
| Local          | Resultado | Visitante            | Lugar                     | Fecha       | Hora    | Transmisión     |
| -------------- | --------- | -------------------- | ------------------------- | ----------- | ------- | --------------- |
| Patriotas      | 1 : 0     | Boyacá Chicó         | Sede Deportiva Patriotas  | 16 de marzo | 11:00   | Sin transmisión |
| Fortaleza CEIF | 5 : 1     | Tigres F. C.         | Estadio El Campincito     | 16 de marzo | 11:00   | Sin transmisión |
| Santa Fe       | 1 : 2     | Atlético Real Boyacá | Sede Deportiva Tenjo      | 16 de marzo | 12:00   | Sin transmisión |
| Maracaneiros   | 1 : 0     | La Equidad           | Finca Maracaná            | 18 de marzo | 14:00   | Sin transmisión |
| Bogotá F. C.   | 1 : 2     | Millonarios          | Sede Deportiva Chorrillos | 18 de marzo | 15:00   | Sin transmisión |

| Fecha 9              | Fecha 9   | Fecha 9        | Fecha 9                                  | Fecha 9    | Fecha 9 | Fecha 9         |
| Local                | Resultado | Visitante      | Lugar                                    | Fecha      | Hora    | Transmisión     |
| -------------------- | --------- | -------------- | ---------------------------------------- | ---------- | ------- | --------------- |
| Millonarios          | 0 : 1     | Fortaleza CEIF | Sede Deportiva FCF                       | 31 de mayo | 10:00   | Win Sports      |
| Tigres F. C.         | 2 : 1     | Maracaneiros   | Estadio Eduardo Orozco Mendoza - Dimenor | 31 de mayo | 10:00   | Sin transmisión |
| La Equidad           | 0 : 1     | Santa Fe       | Sede Carlos M. Zuluaga                   | 31 de mayo | 11:00   | Sin transmisión |
| Atlético Real Boyacá | 2 : 3     | Patriotas      | Estadio El Campincito                    | 31 de mayo | 13:00   | Sin transmisión |
| Boyacá Chicó         | 2 : 2     | Bogotá F. C.   | Sede Deportiva Isabelita Pimentel        | 1 de junio | 09:00   | Sin transmisión |

| Fecha 10     | Fecha 10  | Fecha 10             | Fecha 10                          | Fecha 10     | Fecha 10     | Fecha 10        |
| Local        | Resultado | Visitante            | Lugar                             | Fecha        | Hora         | Transmisión     |
| ------------ | --------- | -------------------- | --------------------------------- | ------------ | ------------ | --------------- |
| Tigres F. C. | 2 : 0     | Santa Fe             | Sede Deportiva Kanteranos F. C.   | 6 de junio   | 10:00        | Sin transmisión |
| Millonarios  | 3 : 1     | Maracaneiros         | Sede Deportiva Xcoli              | 7 de junio   | 10:00        | Sin transmisión |
| Boyacá Chicó | 3 : 0     | Fortaleza CEIF       | Sede Deportiva Isabelita Pimentel | 8 de junio   | 9:00         | Sin transmisión |
| Bogotá F. C. | 2 : 1     | Patriotas            | Sede Deportiva Chorrillos         | 8 de junio   | 11:00        | Sin transmisión |
| La Equidad   | 0 : 3     | Atlético Real Boyacá | No disputado                      | No disputado | No disputado | Sin transmisión |

| Fecha 11             | Fecha 11  | Fecha 11     | Fecha 11                 | Fecha 11    | Fecha 11 | Fecha 11        |
| Local                | Resultado | Visitante    | Lugar                    | Fecha       | Hora     | Transmisión     |
| -------------------- | --------- | ------------ | ------------------------ | ----------- | -------- | --------------- |
| Maracaneiros         | 1 : 1     | Boyacá Chicó | Finca Maracaná           | 14 de junio | 12:00    | Sin transmisión |
| Atlético Real Boyacá | 2 : 5     | Tigres F. C. | Club Real Boyacá         | 14 de junio | 13:00    | Sin transmisión |
| Fortaleza CEIF       | 1 : 0     | Bogotá F. C. | La Fortaleza             | 15 de junio | 09:00    | Sin transmisión |
| Patriotas            | 0 : 0     | La Equidad   | Sede Deportiva Patriotas | 15 de junio | 10:00    | Sin transmisión |
| Santa Fe             | 1 : 2     | Millonarios  | Sede Deportiva FCF       | 15 de junio | 10:15    | Win Sports      |

| Fecha 12       | Fecha 12  | Fecha 12             | Fecha 12                                 | Fecha 12    | Fecha 12 | Fecha 12        |
| Local          | Resultado | Visitante            | Lugar                                    | Fecha       | Hora     | Transmisión     |
| -------------- | --------- | -------------------- | ---------------------------------------- | ----------- | -------- | --------------- |
| Boyacá Chicó   | 2 : 1     | Santa Fe             | Sede Deportiva Isabelita Pimentel        | 20 de junio | 9:00     | Sin transmisión |
| Tigres F. C.   | 1 : 0     | La Equidad           | Estadio Eduardo Orozco Mendoza - Dimenor | 20 de junio | 10:00    | Sin transmisión |
| Millonarios    | 1 : 2     | Atlético Real Boyacá | Sede Deportiva Xcoli                     | 21 de junio | 10:00    | Sin transmisión |
| Bogotá FC      | 1 : 2     | Maracaneiros         | Sede Deportiva Chorrillos                | 21 de junio | 11:00    | Sin transmisión |
| Fortaleza CEIF | 0 : 0     | Patriotas            | Finca Maracaná                           | 21 de junio | 11:00    | Sin transmisión |

| Fecha 13             | Fecha 13  | Fecha 13       | Fecha 13               | Fecha 13    | Fecha 13 | Fecha 13        |
| Local                | Resultado | Visitante      | Lugar                  | Fecha       | Hora     | Transmisión     |
| -------------------- | --------- | -------------- | ---------------------- | ----------- | -------- | --------------- |
| La Equidad           | 0 : 2     | Millonarios    | Sede Carlos M. Zuluaga | 11 de julio | 12:00    | Sin transmisión |
| Maracaneiros         | 0 : 3     | Fortaleza CEIF | Finca Maracaná         | 11 de julio | 12:00    | Sin transmisión |
| Patriotas            | 1 : 1     | Tigres F. C.   | Sede Patriotas         | 12 de julio | 9:00     | Sin transmisión |
| Atlético Real Boyacá | 2 : 1     | Boyacá Chicó   | Club Real Boyacá       | 12 de julio | 13:00    | Sin transmisión |
| Santa Fe             | 0 : 0     | Bogotá F. C.   | Sede Deportiva FCF     | 13 de julio | 10:30    | Win Sports      |

| Fecha 14       | Fecha 14  | Fecha 14             | Fecha 14                | Fecha 14    | Fecha 14 | Fecha 14        |
| Local          | Resultado | Visitante            | Lugar                   | Fecha       | Hora     | Transmisión     |
| -------------- | --------- | -------------------- | ----------------------- | ----------- | -------- | --------------- |
| Boyacá Chicó   | 0 : 1     | La Equidad           | Sede Isabelita Pimentel | 18 de julio | 9:00     | Sin transmisión |
| Bogotá F. C.   | 1 : 0     | Atlético Real Boyacá | Sede Chorrillos         | 18 de julio | 14:00    | Sin transmisión |
| Millonarios    | 3 : 1     | Tigres F. C.         | Sede Deportiva Xcoli    | 19 de julio | 11:00    | Sin transmisión |
| Maracaneiros   | 0 : 1     | Patriotas            | Maracaná Tenjo          | 19 de julio | 12:00    | Sin transmisión |
| Fortaleza CEIF | 2 : 1     | Santa Fe             | La Fortaleza            | 20 de julio | 10:00    | Sin transmisión |

| Fecha 15             | Fecha 15  | Fecha 15       | Fecha 15                 | Fecha 15    | Fecha 15 | Fecha 15        |
| Local                | Resultado | Visitante      | Lugar                    | Fecha       | Hora     | Transmisión     |
| -------------------- | --------- | -------------- | ------------------------ | ----------- | -------- | --------------- |
| Patriotas            | 2 : 0     | Millonarios    | Sede Deportiva Patriotas | 25 de julio | 9:00     | Sin transmisión |
| Santa Fe             | 3 : 2     | Maracaneiros   | Sede Deportiva Tenjo     | 25 de julio | 11:00    | Sin transmisión |
| La Equidad           | 2 : 0     | Bogotá F. C.   | Sede Carlos M. Zuluaga   | 25 de julio | 12:00    | Sin transmisión |
| Atlético Real Boyacá | 1 : 4     | Fortaleza CEIF | Club Real Boyacá         | 25 de julio | 13:00    | Sin transmisión |
| Tigres F. C.         | 0 : 2     | Boyacá Chicó   | Sede Kanteranos FC       | 27 de julio | 9:00     | Sin transmisión |

| Fecha 16       | Fecha 16  | Fecha 16             | Fecha 16                | Fecha 16    | Fecha 16 | Fecha 16        |
| Local          | Resultado | Visitante            | Lugar                   | Fecha       | Hora     | Transmisión     |
| -------------- | --------- | -------------------- | ----------------------- | ----------- | -------- | --------------- |
| Santa Fe       | 1 : 1     | Patriotas            | Sede Deportiva Tenjo    | 1 de agosto | 11:00    | Sin transmisión |
| Maracaneiros   | 0 : 2     | Atlético Real Boyacá | Finca Maracaná          | 2 de agosto | 15:00    | Sin transmisión |
| Bogotá F. C.   | 2 : 2     | Tigres F. C.         | Sede Deportiva FCF      | 3 de agosto | 10:15    | Win Sports      |
| Fortaleza CEIF | 1 : 2     | La Equidad           | La Fortaleza            | 3 de agosto | 11:00    | Sin transmisión |
| Boyacá Chicó   | 1 : 0     | Millonarios          | Sede Isabelita Pimentel | 3 de agosto | 11:00    | Sin transmisión |

| Fecha 17             | Fecha 17  | Fecha 17       | Fecha 17                | Fecha 17    | Fecha 17 | Fecha 17        |
| Local                | Resultado | Visitante      | Lugar                   | Fecha       | Hora     | Transmisión     |
| -------------------- | --------- | -------------- | ----------------------- | ----------- | -------- | --------------- |
| La Equidad           | 2 : 2     | Maracaneiros   | Sede Carlos M. Zuluaga  | 8 de agosto | 10:00    | Sin transmisión |
| Boyacá Chicó         | 0 : 0     | Patriotas      | Sede Isabelita Pimentel | 8 de agosto | 11:00    | Sin transmisión |
| Tigres F. C.         | 1 : 4     | Fortaleza CEIF | Club Kanteranos FC      | 8 de agosto | 11:00    | Sin transmisión |
| Atlético Real Boyacá | 0 : 0     | Santa Fe       | Club Real Boyacá        | 8 de agosto | 13:00    | Sin transmisión |
| Millonarios          | 3 : 1     | Bogotá F. C.   | Sede Deportiva Xcoli    | 9 de agosto | 10:00    | Sin transmisión |

| Fecha 18       | Fecha 18  | Fecha 18             | Fecha 18    | Fecha 18    | Fecha 18    | Fecha 18    |
| Local          | Resultado | Visitante            | Lugar       | Fecha       | Hora        | Transmisión |
| -------------- | --------- | -------------------- | ----------- | ----------- | ----------- | ----------- |
| Bogotá F. C.   | :         | Boyacá Chicó         | Por definir | Por definir | Por definir | Por definir |
| Fortaleza CEIF | :         | Millonarios          | Por definir | Por definir | Por definir | Por definir |
| Maracaneiros   | :         | Tigres F. C.         | Por definir | Por definir | Por definir | Por definir |
| Santa Fe       | :         | La Equidad           | Por definir | Por definir | Por definir | Por definir |
| Patriotas      | :         | Atlético Real Boyacá | Por definir | Por definir | Por definir | Por definir |

### Grupo B
| Pos. | Equipo                 | Pts. | PJ | G  | E | P  | GF | GC | Dif. |  |
| ---- | ---------------------- | ---- | -- | -- | - | -- | -- | -- | ---- |  |
| 1    | Atlético Nacional      | 39   | 16 | 12 | 3 | 1  | 49 | 14 | +35  |  |
| 2    | Independiente Medellín | 34   | 16 | 11 | 1 | 4  | 31 | 15 | +16  |  |
| 3    | Envigado F. C.         | 32   | 16 | 10 | 2 | 4  | 29 | 18 | +11  |  |
| 4    | Itagüí Leones          | 29   | 16 | 8  | 5 | 3  | 30 | 19 | +11  |  |
| 5    | Águilas Doradas        | 25   | 16 | 7  | 4 | 5  | 28 | 26 | +2   |  |
| 6    | Total Soccer           | 18   | 16 | 5  | 3 | 8  | 24 | 22 | +2   |  |
| 7    | Arco Zaragoza          | 15   | 16 | 3  | 6 | 7  | 19 | 28 | −9   |  |
| 8    | Urabá Soccer           | 14   | 16 | 3  | 5 | 8  | 26 | 36 | −10  |  |
| 9    | Reyes del Gol          | 11   | 16 | 2  | 5 | 9  | 15 | 29 | −14  |  |
| 10   | Turbo F. C.            | 5    | 16 | 1  | 2 | 13 | 8  | 52 | −44  |  |

Actualizado a los partidos jugados el 3 de agosto de 2025.
 Fuente: FCF
| Fecha 1           | Fecha 1   | Fecha 1        | Fecha 1                          | Fecha 1     | Fecha 1 | Fecha 1         |
| Local             | Resultado | Visitante      | Lugar                            | Fecha       | Hora    | Transmisión     |
| ----------------- | --------- | -------------- | -------------------------------- | ----------- | ------- | --------------- |
| Águilas Doradas   | 1 : 0     | Reyes del Gol  | Campo Santander                  | 14 de marzo | 12:00   | Sin transmisión |
| Atlético Nacional | 4 : 1     | Arco Zaragoza  | Sede Deportiva Atlético Nacional | 15 de marzo | 09:00   | Sin transmisión |
| Total Soccer      | 0 : 2     | DIM            | Estadio Carlos Alberto Bernal    | 15 de marzo | 15:00   | Sin transmisión |
| Urabá Soccer      | 2 : 2     | Itagüí Leones  | Estadio John Jairo Tréllez       | 16 de marzo | 11:00   | Sin transmisión |
| Turbo F. C.       | 0 : 1     | Envigado F. C. | Estadio John Jairo Tréllez       | 16 de marzo | 14:00   | Sin transmisión |

| Fecha 2        | Fecha 2   | Fecha 2           | Fecha 2                     | Fecha 2     | Fecha 2 | Fecha 2         |
| Local          | Resultado | Visitante         | Lugar                       | Fecha       | Hora    | Transmisión     |
| -------------- | --------- | ----------------- | --------------------------- | ----------- | ------- | --------------- |
| Itagüí Leones  | 4 : 1     | Turbo F. C.       | Cancha Municipal de Itagüí  | 21 de marzo | 10:00   | Sin transmisión |
| Arco Zaragoza  | 2 : 2     | Águilas Doradas   | Cancha Marte N°1            | 22 de marzo | 10:00   | Sin transmisión |
| Envigado F. C. | 0 : 2     | Atlético Nacional | Estadio Polideportivo Sur   | 22 de marzo | 10:00   | Sin transmisión |
| DIM            | 3 : 1     | Urabá Soccer      | Sede Deportiva Raúl Giraldo | 22 de marzo | 12:00   | Sin transmisión |
| Reyes del Gol  | 3 : 2     | Total Soccer      | Cancha Municipal de Itagüí  | 24 de marzo | 10:00   | Sin transmisión |

| Fecha 3         | Fecha 3   | Fecha 3           | Fecha 3                         | Fecha 3     | Fecha 3 | Fecha 3         |
| Local           | Resultado | Visitante         | Lugar                           | Fecha       | Hora    | Transmisión     |
| --------------- | --------- | ----------------- | ------------------------------- | ----------- | ------- | --------------- |
| Itagüí Leones   | 0 : 2     | DIM               | Estadio Metropolitano de Itagüí | 28 de marzo | 10:00   | Sin transmisión |
| Águilas Doradas | 1 : 1     | Envigado F. C.    | Campo Santander                 | 28 de marzo | 12:00   | Sin transmisión |
| Urabá Soccer    | 1 : 1     | Reyes del Gol     | Estadio Santiago Santacruz      | 28 de marzo | 13:00   | Sin transmisión |
| Turbo F. C.     | 1 : 1     | Atlético Nacional | Estadio John Jairo Tréllez      | 30 de marzo | 14:00   | Sin transmisión |
| Total Soccer    | 0 : 2     | Arco Zaragoza     | Estadio Carlos Alberto Bernal   | 30 de marzo | 15:00   | Sin transmisión |

| Fecha 4           | Fecha 4   | Fecha 4         | Fecha 4                          | Fecha 4    | Fecha 4 | Fecha 4         |
| Local             | Resultado | Visitante       | Lugar                            | Fecha      | Hora    | Transmisión     |
| ----------------- | --------- | --------------- | -------------------------------- | ---------- | ------- | --------------- |
| Arco Zaragoza     | 1 : 0     | Urabá Soccer    | Cancha Marte N°1                 | 4 de abril | 11:00   | Sin transmisión |
| Reyes del Gol     | 2 : 2     | Itagüí Leones   | Cancha Municipal de Itagüí       | 4 de abril | 11:30   | Sin transmisión |
| DIM               | 3 : 0     | Turbo F. C.     | Sede Deportiva DIM de Itagüí     | 5 de abril | 13:00   | Sin transmisión |
| Envigado F. C.    | 1 : 0     | Total Soccer    | Estadio Polideportivo Sur        | 6 de abril | 10:00   | Sin transmisión |
| Atlético Nacional | 5 : 2     | Águilas Doradas | Sede Deportiva Atlético Nacional | 6 de abril | 10:15   | Sin transmisión |

| Fecha 5       | Fecha 5   | Fecha 5           | Fecha 5                       | Fecha 5     | Fecha 5 | Fecha 5         |
| Local         | Resultado | Visitante         | Lugar                         | Fecha       | Hora    | Transmisión     |
| ------------- | --------- | ----------------- | ----------------------------- | ----------- | ------- | --------------- |
| Itagüí Leones | 4 : 0     | Arco Zaragoza     | Cancha Municipal de Itagüí    | 25 de abril | 10:00   | Sin transmisión |
| Total Soccer  | 1 : 1     | Atlético Nacional | Estadio Carlos Alberto Bernal | 26 de abril | 15:00   | Sin transmisión |
| DIM           | 2 : 1     | Reyes del Gol     | Sede Deportiva DIM de Itagüí  | 27 de abril | 12:00   | Sin transmisión |
| Urabá Soccer  | 1 : 2     | Envigado F. C.    | Estadio Santiago Santacruz    | 27 de abril | 14:00   | Sin transmisión |
| Turbo F. C.   | 1 : 3     | Águilas Doradas   | Estadio John Jairo Tréllez    | 25 de mayo  | 14:00   | Sin transmisión |

| Fecha 6           | Fecha 6   | Fecha 6       | Fecha 6                    | Fecha 6   | Fecha 6 | Fecha 6         |
| Local             | Resultado | Visitante     | Lugar                      | Fecha     | Hora    | Transmisión     |
| ----------------- | --------- | ------------- | -------------------------- | --------- | ------- | --------------- |
| Reyes del Gol     | 1 : 2     | Turbo F. C.   | Cancha Municipal de Itagüí | 2 de mayo | 12:00   | Sin transmisión |
| Águilas Doradas   | 1 : 0     | Total Soccer  | Campo Santander            | 2 de mayo | 13:00   | Sin transmisión |
| Envigado F. C.    | 1 : 2     | Itagüí Leones | Estadio Polideportivo Sur  | 3 de mayo | 10:00   | Sin transmisión |
| Atlético Nacional | 3 : 0     | Urabá Soccer  | Estadio Atanasio Girardot  | 4 de mayo | 09:00   | Sin transmisión |
| Arco Zaragoza     | 0 : 0     | DIM           | Cancha Marte N°1           | 4 de mayo | 12:00   | Sin transmisión |

| Fecha 7       | Fecha 7   | Fecha 7           | Fecha 7                         | Fecha 7    | Fecha 7 | Fecha 7         |
| Local         | Resultado | Visitante         | Lugar                           | Fecha      | Hora    | Transmisión     |
| ------------- | --------- | ----------------- | ------------------------------- | ---------- | ------- | --------------- |
| Reyes del Gol | 1 : 1     | Arco Zaragoza     | Cancha Municipal de Itagüí      | 9 de mayo  | 10:00   | Sin transmisión |
| Itagüí Leones | 1 : 3     | Atlético Nacional | Estadio Metropolitano de Itagüí | 10 de mayo | 10:15   | Win Sports      |
| DIM           | 1 : 2     | Envigado F. C.    | Estadio Nando Álvarez           | 10 de mayo | 14:00   | Sin transmisión |
| Urabá Soccer  | 2 : 2     | Águilas Doradas   | Estadio Santiago Santacruz      | 11 de mayo | 11:00   | Sin transmisión |
| Turbo F. C.   | 0 : 1     | Total Soccer      | Estadio John Jairo Tréllez      | 11 de mayo | 14:00   | Sin transmisión |

| Fecha 8           | Fecha 8   | Fecha 8       | Fecha 8                       | Fecha 8     | Fecha 8 | Fecha 8         |
| Local             | Resultado | Visitante     | Lugar                         | Fecha       | Hora    | Transmisión     |
| ----------------- | --------- | ------------- | ----------------------------- | ----------- | ------- | --------------- |
| Águilas Doradas   | 0 : 0     | Itagüí Leones | Campo Santander               | 16 de marzo | 12:00   | Sin transmisión |
| Atlético Nacional | 3 : 2     | DIM           | Estadio Atanasio Girardot     | 16 de marzo | 15:00   | Win+ Fútbol     |
| Total Soccer      | 2 : 1     | Urabá Soccer  | Estadio Carlos Alberto Bernal | 17 de marzo | 15:00   | Sin transmisión |
| Envigado F. C.    | 3 : 0     | Reyes del Gol | Estadio Polideportivo Sur     | 18 de marzo | 10:00   | Sin transmisión |
| Turbo F. C.       | 0 : 1     | Arco Zaragoza | Estadio John Jairo Tréllez    | 18 de marzo | 14:00   | Sin transmisión |

| Fecha 9       | Fecha 9   | Fecha 9           | Fecha 9                     | Fecha 9    | Fecha 9 | Fecha 9         |
| Local         | Resultado | Visitante         | Lugar                       | Fecha      | Hora    | Transmisión     |
| ------------- | --------- | ----------------- | --------------------------- | ---------- | ------- | --------------- |
| Itagüí Leones | 2 : 2     | Total Soccer      | Cancha Municipal de Itagüí  | 30 de mayo | 10:00   | Sin transmisión |
| Reyes del Gol | 0 : 1     | Atlético Nacional | Cancha Municipal de Itagüí  | 30 de mayo | 12:00   | Sin transmisión |
| DIM           | 4 : 2     | Águilas Doradas   | Sede Deportiva Raúl Giraldo | 31 de mayo | 09:00   | Sin transmisión |
| Arco Zaragoza | 1 : 2     | Envigado F. C.    | Cancha Marte N°1            | 31 de mayo | 10:00   | Sin transmisión |
| Urabá Soccer  | 3 : 0     | Turbo F. C.       | Estadio Santiago Santacruz  | 1 de junio | 15:00   | Sin transmisión |

| Fecha 10       | Fecha 10  | Fecha 10          | Fecha 10                    | Fecha 10    | Fecha 10 | Fecha 10        |
| Local          | Resultado | Visitante         | Lugar                       | Fecha       | Hora     | Transmisión     |
| -------------- | --------- | ----------------- | --------------------------- | ----------- | -------- | --------------- |
| Itagüí Leones  | 3 : 2     | Urabá Soccer      | Cancha Municipal de Itagüí  | 6 de junio  | 10:00    | Sin transmisión |
| Reyes del Gol  | 2 : 3     | Águilas Doradas   | Cancha Municipal de Itagüí  | 6 de junio  | 12:00    | Sin transmisión |
| Envigado F. C. | 3 : 0     | Turbo F. C.       | Estadio Polideportivo Sur   | 8 de junio  | 10:00    | Sin transmisión |
| DIM            | 1 : 0     | Total Soccer      | Sede Deportiva Raúl Giraldo | 8 de junio  | 12:00    | Sin transmisión |
| Arco Zaragoza  | 1 : 1     | Atlético Nacional | Cancha Marte N°1            | 30 de junio | 15:00    | Sin transmisión |

| Fecha 11          | Fecha 11  | Fecha 11       | Fecha 11                         | Fecha 11    | Fecha 11 | Fecha 11        |
| Local             | Resultado | Visitante      | Lugar                            | Fecha       | Hora     | Transmisión     |
| ----------------- | --------- | -------------- | -------------------------------- | ----------- | -------- | --------------- |
| Águilas Doradas   | 3 : 2     | Arco Zaragoza  | Campo Santander                  | 13 de junio | 12:00    | Sin transmisión |
| Total Soccer      | 4 : 1     | Reyes del Gol  | Estadio Carlos Alberto Bernal    | 14 de junio | 15:00    | Sin transmisión |
| Urabá Soccer      | 3 : 2     | DIM            | Estadio Santiago Santacruz       | 15 de junio | 13:00    | Sin transmisión |
| Turbo F. C.       | 0 : 2     | Itagüí Leones  | Estadio John Jairo Tréllez       | 15 de junio | 14:00    | Sin transmisión |
| Atlético Nacional | 3 : 2     | Envigado F. C. | Sede Deportiva Atlético Nacional | 3 de julio  | 15:00    | Sin transmisión |

| Fecha 12          | Fecha 12  | Fecha 12        | Fecha 12                         | Fecha 12    | Fecha 12 | Fecha 12        |
| Local             | Resultado | Visitante       | Lugar                            | Fecha       | Hora     | Transmisión     |
| ----------------- | --------- | --------------- | -------------------------------- | ----------- | -------- | --------------- |
| Arco Zaragoza     | 0 : 2     | Total Soccer    | Cancha Marte No.1                | 20 de junio | 11:00    | Sin transmisión |
| Reyes del Gol     | 0 : 0     | Urabá Soccer    | Cancha Municipal de Itagüí       | 20 de junio | 12:00    | Sin transmisión |
| Envigado F. C.    | 2 : 0     | Águilas Doradas | Estadio El Dorado                | 21 de junio | 10:50    | Sin transmisión |
| DIM               | 1 : 0     | Itagüí Leones   | Sede Deportiva Raúl Giraldo      | 22 de junio | 13:00    | Sin transmisión |
| Atlético Nacional | 14 : 0    | Turbo F. C.     | Sede Deportiva Atlético Nacional | 6 de julio  | 14:00    | Sin transmisión |

| Fecha 13        | Fecha 13  | Fecha 13          | Fecha 13                      | Fecha 13    | Fecha 13 | Fecha 13        |
| Local           | Resultado | Visitante         | Lugar                         | Fecha       | Hora     | Transmisión     |
| --------------- | --------- | ----------------- | ----------------------------- | ----------- | -------- | --------------- |
| Itagüí Leones   | 2 : 0     | Reyes del Gol     | Cancha Municipal de Itagüí    | 11 de julio | 10:00    | Sin transmisión |
| Águilas Doradas | 0 : 1     | Atlético Nacional | Campo Santander               | 11 de julio | 12:00    | Sin transmisión |
| Urabá Soccer    | 3 : 3     | Arco Zaragoza     | Estadio Santiago Santacruz    | 11 de julio | 13:00    | Sin transmisión |
| Total Soccer    | 2 : 2     | Envigado F. C.    | Estadio Carlos Alberto Bernal | 11 de julio | 15:00    | Sin transmisión |
| Turbo F. C.     | 1 : 2     | DIM               | Estadio John Jairo Tréllez    | 13 de julio | 14:00    | Sin transmisión |

| Fecha 14          | Fecha 14  | Fecha 14      | Fecha 14                         | Fecha 14    | Fecha 14 | Fecha 14        |
| Local             | Resultado | Visitante     | Lugar                            | Fecha       | Hora     | Transmisión     |
| ----------------- | --------- | ------------- | -------------------------------- | ----------- | -------- | --------------- |
| Envigado F. C.    | 4 : 1     | Urabá Soccer  | Estadio Polideportivo Sur        | 18 de julio | 10:00    | Sin transmisión |
| Reyes del Gol     | 0 : 3     | DIM           | Cancha Municipal de Itagüí       | 18 de julio | 12:00    | Sin transmisión |
| Águilas Doradas   | 4 : 0     | Turbo F. C.   | Campo Santander                  | 18 de julio | 12:00    | Sin transmisión |
| Arco Zaragoza     | 1 : 1     | Itagüí Leones | Cancha Marte #1                  | 19 de julio | 10:00    | Sin transmisión |
| Atlético Nacional | 2 : 0     | Total Soccer  | Sede Deportiva Atlético Nacional | 20 de julio | 11:00    | Sin transmisión |

| Fecha 15      | Fecha 15  | Fecha 15          | Fecha 15                           | Fecha 15    | Fecha 15 | Fecha 15        |
| Local         | Resultado | Visitante         | Lugar                              | Fecha       | Hora     | Transmisión     |
| ------------- | --------- | ----------------- | ---------------------------------- | ----------- | -------- | --------------- |
| Itagüí Leones | 4 : 2     | Envigado F. C.    | Cancha Municipal de Itagüí         | 25 de julio | 10:00    | Sin transmisión |
| Urabá Soccer  | 2 : 5     | Atlético Nacional | Estadio Santiago Santa Cruz Rambay | 25 de julio | 14:00    | Sin transmisión |
| Total Soccer  | 0 : 1     | Águilas Doradas   | U.D. Hernán Hugo Martínez          | 25 de julio | 14:00    | Sin transmisión |
| DIM           | 3 : 1     | Arco Zaragoza     | Sede Deportiva Raúl Giraldo        | 27 de julio | 12:00    | Sin transmisión |
| Turbo F. C.   | 1 : 1     | Reyes del Gol     | Estadio Jhon Jairo Tréllez         | 27 de julio | 14:00    | Sin transmisión |

| Fecha 16          | Fecha 16  | Fecha 16      | Fecha 16                         | Fecha 16    | Fecha 16 | Fecha 16        |
| Local             | Resultado | Visitante     | Lugar                            | Fecha       | Hora     | Transmisión     |
| ----------------- | --------- | ------------- | -------------------------------- | ----------- | -------- | --------------- |
| Águilas Doradas   | 3 : 4     | Urabá Soccer  | Campo Santander                  | 1 de agosto | 10:00    | Sin transmisión |
| Arco Zaragoza     | 1 : 2     | Reyes del Gol | Cancha Marte #1                  | 1 de agosto | 11:00    | Sin transmisión |
| Total Soccer      | 8 : 1     | Turbo F. C.   | Estadio Carlos Alberto Bernal    | 1 de agosto | 15:00    | Sin transmisión |
| Atlético Nacional | 0 : 1     | Itagüí Leones | Sede Deportiva Atlético Nacional | 2 de agosto | 10:00    | Sin transmisión |
| Envigado F. C.    | 1 : 0     | DIM           | Estadio Polideportivo Sur        | 3 de agosto | 10:00    | Sin transmisión |

| Fecha 17      | Fecha 17  | Fecha 17          | Fecha 17                           | Fecha 17     | Fecha 17 | Fecha 17        |
| Local         | Resultado | Visitante         | Lugar                              | Fecha        | Hora     | Transmisión     |
| ------------- | --------- | ----------------- | ---------------------------------- | ------------ | -------- | --------------- |
| Urabá Soccer  | :         | Total Soccer      | Estadio Santiago Santa Cruz Rambay | 7 de agosto  | 14:00    | Sin transmisión |
| Itagüí Leones | :         | Águilas Doradas   | Cancha Municipal de Itagüí         | 8 de agosto  | 10:00    | Sin transmisión |
| Reyes del Gol | :         | Envigado F. C.    | Cancha Municipal de Itagüí         | 8 de agosto  | 12:00    | Sin transmisión |
| Arco Zaragoza | :         | Turbo F. C.       | Cancha Marte #1                    | 9 de agosto  | 10:00    | Sin transmisión |
| DIM           | :         | Atlético Nacional | Sede Deportiva Raúl Giraldo        | 10 de agosto | 12:00    | Sin transmisión |

| Fecha 18          | Fecha 18  | Fecha 18      | Fecha 18    | Fecha 18    | Fecha 18    | Fecha 18    |
| Local             | Resultado | Visitante     | Lugar       | Fecha       | Hora        | Transmisión |
| ----------------- | --------- | ------------- | ----------- | ----------- | ----------- | ----------- |
| Envigado F. C.    | :         | Arco Zaragoza | Por definir | Por definir | Por definir | Por definir |
| Atlético Nacional | :         | Reyes del Gol | Por definir | Por definir | Por definir | Por definir |
| Águilas Doradas   | :         | DIM           | Por definir | Por definir | Por definir | Por definir |
| Total Soccer      | :         | Itagüí Leones | Por definir | Por definir | Por definir | Por definir |
| Turbo F. C.       | :         | Urabá Soccer  | Por definir | Por definir | Por definir | Por definir |

### Grupo C
| Pos. | Equipo               | Pts. | PJ | G  | E | P  | GF | GC | Dif. |  |
| ---- | -------------------- | ---- | -- | -- | - | -- | -- | -- | ---- |  |
| 1    | Internacional F. C.  | 32   | 16 | 10 | 2 | 4  | 27 | 11 | +16  |  |
| 2    | Deportivo Cali       | 30   | 16 | 9  | 3 | 4  | 29 | 12 | +17  |  |
| 3    | Orsomarso            | 29   | 16 | 8  | 5 | 3  | 23 | 15 | +8   |  |
| 4    | Deportivo Pasto      | 24   | 16 | 6  | 6 | 4  | 18 | 16 | +2   |  |
| 5    | América de Cali      | 23   | 16 | 5  | 8 | 3  | 15 | 12 | +3   |  |
| 6    | Depor Valencia       | 19   | 15 | 5  | 4 | 6  | 19 | 29 | −10  |  |
| 7    | Deportivo Pereira    | 17   | 15 | 4  | 5 | 6  | 23 | 26 | −3   |  |
| 8    | Boca Juniors de Cali | 16   | 16 | 5  | 1 | 10 | 21 | 33 | −12  |  |
| 9    | Europa F. C.         | 14   | 16 | 3  | 5 | 8  | 17 | 24 | −7   |  |
| 10   | Cali Andrés Sanín    | 12   | 16 | 3  | 3 | 10 | 15 | 29 | −14  |  |

Actualizado a los partidos jugados el 3 de agosto de 2025.
 Fuente: FCF
| Fecha 1             | Fecha 1   | Fecha 1              | Fecha 1                      | Fecha 1     | Fecha 1 | Fecha 1         |
| Local               | Resultado | Visitante            | Lugar                        | Fecha       | Hora    | Transmisión     |
| ------------------- | --------- | -------------------- | ---------------------------- | ----------- | ------- | --------------- |
| Internacional F. C. | 1 : 1     | Orsomarso            | Sede Deportiva Tres Esquinas | 14 de marzo | 10:00   | Sin transmisión |
| América de Cali     | 1 : 1     | Cali Andrés Sanín    | Sede La Candela              | 15 de marzo | 10:00   | Sin transmisión |
| Depor Valencia      | 1 : 1     | Europa F. C.         | Sede Deportiva La Troja N°4  | 15 de marzo | 12:00   | Sin transmisión |
| Deportivo Pereira   | 2 : 3     | Boca Juniors de Cali | Finca Villa Patricia         | 16 de marzo | 14:00   | Sin transmisión |
| Deportivo Cali      | 1 : 1     | Deportivo Pasto      | Sede Deportivo Cali          | 12 de abril | 11:00   | Sin transmisión |

| Fecha 2              | Fecha 2   | Fecha 2             | Fecha 2                     | Fecha 2     | Fecha 2 | Fecha 2         |
| Local                | Resultado | Visitante           | Lugar                       | Fecha       | Hora    | Transmisión     |
| -------------------- | --------- | ------------------- | --------------------------- | ----------- | ------- | --------------- |
| Boca Juniors de Cali | 0 : 2     | Deportivo Cali      | Sede Deportiva La Troja N°1 | 22 de marzo | 10:00   | Sin transmisión |
| Cali Andrés Sanín    | 3 : 0     | Deportivo Pereira   | Cancha Puerto Mallarino     | 22 de marzo | 12:00   | Sin transmisión |
| Orsomarso            | 2 : 0     | América de Cali     | Sede Deportiva Águila Roja  | 22 de marzo | 14:00   | Sin transmisión |
| Europa F. C.         | 0 : 1     | Internacional F. C. | Estadio San José            | 22 de marzo | 14:00   | Sin transmisión |
| Deportivo Pasto      | 2 : 2     | Depor Valencia      | Sede Deportiva Botana       | 20 de abril | 12:00   | Sin transmisión |

| Fecha 3             | Fecha 3   | Fecha 3              | Fecha 3                         | Fecha 3     | Fecha 3 | Fecha 3         |
| Local               | Resultado | Visitante            | Lugar                           | Fecha       | Hora    | Transmisión     |
| ------------------- | --------- | -------------------- | ------------------------------- | ----------- | ------- | --------------- |
| Internacional F. C. | 2 : 0     | Deportivo Pasto      | Sede Deportiva Tres Esquinas    | 28 de marzo | 14:00   | Sin transmisión |
| Depor Valencia      | 4 : 2     | Boca Juniors de Cali | Sede Deportiva La Troja N°4     | 29 de marzo | 10:00   | Sin transmisión |
| Cali Andrés Sanín   | 0 : 1     | Orsomarso            | Cancha Puerto Mallarino         | 30 de marzo | 10:00   | Sin transmisión |
| Deportivo Pereira   | 0 : 0     | Deportivo Cali       | Estadio Hernán Ramírez Villegas | 30 de marzo | 10:15   | Win Sports      |
| América de Cali     | 0 : 0     | Europa F. C.         | Sede La Candela                 | 30 de marzo | 15:30   | Sin transmisión |

| Fecha 4              | Fecha 4   | Fecha 4             | Fecha 4                        | Fecha 4    | Fecha 4 | Fecha 4         |
| Local                | Resultado | Visitante           | Lugar                          | Fecha      | Hora    | Transmisión     |
| -------------------- | --------- | ------------------- | ------------------------------ | ---------- | ------- | --------------- |
| Deportivo Cali       | 3 : 0     | Depor Valencia      | Sede Deportivo Cali            | 4 de abril | 11:00   | Sin transmisión |
| Boca Juniors de Cali | 0 : 3     | Internacional F. C. | Sede Deportiva La Troja N°1    | 5 de abril | 11:00   | Sin transmisión |
| Deportivo Pasto      | 0 : 0     | América de Cali     | Estadio Departamental Libertad | 6 de abril | 11:00   | Sin transmisión |
| Europa F. C.         | 3 : 1     | Cali Andrés Sanín   | Estadio Centenario             | 6 de abril | 13:00   | Sin transmisión |
| Orsomarso            | 0 : 2     | Deportivo Pereira   | Sede Deportiva Águila Roja     | 6 de abril | 15:00   | Sin transmisión |

| Fecha 5             | Fecha 5   | Fecha 5              | Fecha 5                      | Fecha 5     | Fecha 5 | Fecha 5         |
| Local               | Resultado | Visitante            | Lugar                        | Fecha       | Hora    | Transmisión     |
| ------------------- | --------- | -------------------- | ---------------------------- | ----------- | ------- | --------------- |
| América de Cali     | 0 : 0     | Boca Juniors de Cali | Sede La Candela              | 26 de abril | 10:00   | Sin transmisión |
| Internacional F. C. | 3 : 2     | Deportivo Cali       | Sede Deportiva Tres Esquinas | 26 de abril | 11:00   | Sin transmisión |
| Cali Andrés Sanín   | 1 : 2     | Deportivo Pasto      | Cancha Puerto Mallarino      | 26 de abril | 12:00   | Sin transmisión |
| Deportivo Pereira   | 2 : 3     | Depor Valencia       | Finca Villa Patricia         | 27 de abril | 10:00   | Sin transmisión |
| Orsomarso           | 1 : 1     | Europa F. C.         | Sede Deportiva Águila Roja   | 27 de abril | 15:00   | Sin transmisión |

| Fecha 6              | Fecha 6   | Fecha 6             | Fecha 6                     | Fecha 6   | Fecha 6 | Fecha 6         |
| Local                | Resultado | Visitante           | Lugar                       | Fecha     | Hora    | Transmisión     |
| -------------------- | --------- | ------------------- | --------------------------- | --------- | ------- | --------------- |
| Deportivo Cali       | 0 : 0     | América de Cali     | Estadio Deportivo Cali      | 1 de mayo | 10:15   | Win Sports      |
| Depor Valencia       | 0 : 4     | Internacional F. C. | Sede Deportiva La Troja N°4 | 3 de mayo | 10:00   | Sin transmisión |
| Boca Juniors de Cali | 3 : 2     | Cali Andrés Sanín   | Sede Deportiva La Troja N°1 | 3 de mayo | 11:00   | Sin transmisión |
| Deportivo Pasto      | 2 : 0     | Orsomarso           | Sede Deportiva Botana       | 3 de mayo | 15:00   | Sin transmisión |
| Europa F. C.         | 2 : 1     | Deportivo Pereira   | Estadio Centenario          | 4 de mayo | 14:00   | Sin transmisión |

| Fecha 7           | Fecha 7   | Fecha 7              | Fecha 7                    | Fecha 7    | Fecha 7 | Fecha 7         |
| Local             | Resultado | Visitante            | Lugar                      | Fecha      | Hora    | Transmisión     |
| ----------------- | --------- | -------------------- | -------------------------- | ---------- | ------- | --------------- |
| Deportivo Pereira | 2 : 1     | Internacional F. C.  | Complejo Deportivo CORDEP  | 9 de mayo  | 09:00   | Sin transmisión |
| Orsomarso         | 1 : 0     | Boca Juniors de Cali | Sede Deportiva Águila Roja | 9 de mayo  | 11:00   | Sin transmisión |
| América de Cali   | 3 : 1     | Depor Valencia       | Sede La Candela            | 10 de mayo | 10:00   | Sin transmisión |
| Cali Andrés Sanín | 0 : 2     | Deportivo Cali       | Cancha Puerto Mallarino    | 10 de mayo | 11:00   | Sin transmisión |
| Europa F. C.      | 0 : 1     | Deportivo Pasto      | Estadio Rogelio González   | 11 de mayo | 14:00   | Sin transmisión |

| Fecha 8              | Fecha 8   | Fecha 8           | Fecha 8                      | Fecha 8    | Fecha 8 | Fecha 8         |
| Local                | Resultado | Visitante         | Lugar                        | Fecha      | Hora    | Transmisión     |
| -------------------- | --------- | ----------------- | ---------------------------- | ---------- | ------- | --------------- |
| Internacional F. C.  | 0 : 0     | América de Cali   | Sede Deportiva Tres Esquinas | 16 de mayo | 10:00   | Sin transmisión |
| Deportivo Cali       | 1 : 0     | Orsomarso         | Sede Deportivo Cali          | 16 de mayo | 11:00   | Sin transmisión |
| Deportivo Pereira    | 1 : 1     | Deportivo Pasto   | Complejo Deportivo CORDEP    | 16 de mayo | 12:00   | Sin transmisión |
| Boca Juniors de Cali | 5 : 2     | Europa F. C.      | Sede Deportiva La Troja N°1  | 24 de mayo | 11:00   | Sin transmisión |
| Depor Valencia       | 2 : 1     | Cali Andrés Sanín | Sede Deportiva La Troja N°4  | 24 de mayo | 12:00   | Sin transmisión |

| Fecha 9           | Fecha 9   | Fecha 9              | Fecha 9                    | Fecha 9    | Fecha 9 | Fecha 9         |
| Local             | Resultado | Visitante            | Lugar                      | Fecha      | Hora    | Transmisión     |
| ----------------- | --------- | -------------------- | -------------------------- | ---------- | ------- | --------------- |
| Cali Andrés Sanín | 0 : 3     | Internacional F. C.  | Cancha Puerto Mallarino    | 30 de mayo | 11:00   | Sin transmisión |
| América de Cali   | 2 : 2     | Deportivo Pereira    | Sede La Candela            | 31 de mayo | 11:00   | Sin transmisión |
| Deportivo Pasto   | 3 : 1     | Boca Juniors de Cali | Sede Deportiva Botana      | 31 de mayo | 11:30   | Sin transmisión |
| Orsomarso         | 2 : 0     | Depor Valencia       | Sede Deportiva Águila Roja | 31 de mayo | 15:00   | Sin transmisión |
| Europa F. C.      | 0 : 2     | Deportivo Cali       | Estadio Centenario         | 2 de junio | 10:00   | Sin transmisión |

| Fecha 10             | Fecha 10  | Fecha 10            | Fecha 10                   | Fecha 10    | Fecha 10 | Fecha 10        |
| Local                | Resultado | Visitante           | Lugar                      | Fecha       | Hora     | Transmisión     |
| -------------------- | --------- | ------------------- | -------------------------- | ----------- | -------- | --------------- |
| Orsomarso            | 2 : 0     | Internacional F. C. | Sede Deportiva Águila Roja | 6 de junio  | 09:00    | Sin transmisión |
| Cali Andrés Sanín    | 0 : 2     | América de Cali     | Cancha Puerto Mallarino    | 7 de junio  | 09:00    | Sin transmisión |
| Deportivo Pasto      | 1 : 2     | Deportivo Cali      | Sede Deportiva Botana      | 7 de junio  | 12:00    | Sin transmisión |
| Europa F. C.         | 2 : 2     | Depor Valencia      | Estadio Arpidio Mejía      | 8 de junio  | 10:00    | Sin transmisión |
| Boca Juniors de Cali | 1 : 4     | Deportivo Pereira   | Sede Deportiva La Troja    | 28 de junio | 11:00    | Sin transmisión |

| Fecha 11            | Fecha 11  | Fecha 11             | Fecha 11                     | Fecha 11    | Fecha 11 | Fecha 11        |
| Local               | Resultado | Visitante            | Lugar                        | Fecha       | Hora     | Transmisión     |
| ------------------- | --------- | -------------------- | ---------------------------- | ----------- | -------- | --------------- |
| Deportivo Cali      | 0 : 1     | Boca Juniors de Cali | Sede Deportivo Cali          | 13 de junio | 11:00    | Sin transmisión |
| Deportivo Pereira   | 1 : 1     | Cali Andrés Sanín    | Complejo Deportivo CORDEP    | 14 de junio | 10:00    | Sin transmisión |
| Internacional F. C. | 1 : 0     | Europa F. C.         | Sede Deportiva Tres Esquinas | 14 de junio | 10:00    | Sin transmisión |
| América de Cali     | 1 : 1     | Orsomarso            | Sede La Candela              | 15 de junio | 10:00    | Sin transmisión |
| Depor Valencia      | 1 : 1     | Deportivo Pasto      | Sede Deportiva La Troja No.4 | 5 de julio  | 12:00    | Sin transmisión |

| Fecha 12             | Fecha 12  | Fecha 12            | Fecha 12                     | Fecha 12    | Fecha 12 | Fecha 12        |
| Local                | Resultado | Visitante           | Lugar                        | Fecha       | Hora     | Transmisión     |
| -------------------- | --------- | ------------------- | ---------------------------- | ----------- | -------- | --------------- |
| Orsomarso            | 1 : 0     | Cali Andrés Sanín   | Sede Deportiva Águila Roja   | 21 de junio | 10:00    | Sin transmisión |
| Europa F. C.         | 0 : 2     | América de Cali     | Estadio Arpidio Mejía        | 21 de junio | 10:00    | Sin transmisión |
| Deportivo Pasto      | 2 : 0     | Internacional F. C. | Sede Deportiva Botana        | 21 de junio | 10:00    | Sin transmisión |
| Boca Juniors de Cali | 2 : 0     | Depor Valencia      | Sede Deportiva La Troja No.1 | 21 de junio | 11:00    | Sin transmisión |
| Deportivo Cali       | 4 : 2     | Deportivo Pereira   | Estadio Deportivo Cali       | 21 de junio | 11:45    | Win Sports      |

| Fecha 13            | Fecha 13  | Fecha 13             | Fecha 13                     | Fecha 13    | Fecha 13 | Fecha 13        |
| Local               | Resultado | Visitante            | Lugar                        | Fecha       | Hora     | Transmisión     |
| ------------------- | --------- | -------------------- | ---------------------------- | ----------- | -------- | --------------- |
| Internacional F. C. | 3 : 0     | Boca Juniors de Cali | Sede Deportiva Tres Esquinas | 11 de julio | 10:00    | Sin transmisión |
| Deportivo Pereira   | 2 : 2     | Orsomarso            | Complejo Deportivo CORDEP    | 11 de julio | 14:00    | Sin transmisión |
| Cali Andrés Sanín   | 3 : 2     | Europa F. C.         | Cancha Puerto Mallarino      | 12 de julio | 10:00    | Sin transmisión |
| Depor Valencia      | 2 : 1     | Deportivo Cali       | Sede Deportiva La Troja      | 12 de julio | 12:00    | Sin transmisión |
| América de Cali     | 1 : 0     | Deportivo Pasto      | Sede La Candela              | 14 de julio | 11:00    | Sin transmisión |

| Fecha 14             | Fecha 14  | Fecha 14            | Fecha 14                      | Fecha 14    | Fecha 14 | Fecha 14        |          |
| Local                | Resultado | Visitante           | Lugar                         | Fecha       | Hora     | Transmisión     |          |
| -------------------- | --------- | ------------------- | ----------------------------- | ----------- | -------- | --------------- | -------- |
| Deportivo Pasto      | 0 : 0     | Cali Andrés Sanín   | Sede Deportiva Botana         | 18 de julio | 12:00    | Sin transmisión |          |
| Boca Juniors de Cali | 0 : 2     | América de Cali     | Sede Deportiva La Troja       | 19 de julio | 11:00    | Sin transmisión |          |
| Deportivo Cali       | 0 : 1     | Internacional F. C. | Estadio Deportivo Cali        | 20 de julio | 11:00    | Win Sports      |          |
| Europa F. C.         | 2 : 2     | Orsomarso           | Estadio Centenario de Armenia | 20 de julio | 11:10    | Sin transmisión |          |
| Depor Valencia       | :         | Deportivo Pereira   | Aplazado                      | Aplazado    | Aplazado | Aplazado        | Aplazado |

| Fecha 15            | Fecha 15  | Fecha 15             | Fecha 15                     | Fecha 15    | Fecha 15 | Fecha 15        |
| Local               | Resultado | Visitante            | Lugar                        | Fecha       | Hora     | Transmisión     |
| ------------------- | --------- | -------------------- | ---------------------------- | ----------- | -------- | --------------- |
| Cali Andrés Sanín   | 2 : 1     | Boca Juniors de Cali | Cancha Puerto Mallarino      | 26 de julio | 10:00    | Sin transmisión |
| Deportivo Pereira   | 0 : 2     | Europa F. C.         | Complejo Deportivo CORDEP    | 27 de julio | 10:00    | Sin transmisión |
| Orsomarso           | 4 : 1     | Deportivo Pasto      | Sede Deportiva Águila Roja   | 27 de julio | 10:00    | Sin transmisión |
| Internacional F. C. | 3 : 0     | Depor Valencia       | Sede Deportiva Tres Esquinas | 28 de julio | 10:00    | Sin transmisión |
| América de Cali     | 1 : 4     | Deportivo Cali       | Sede La Candela              | 29 de julio | 10:00    | Sin transmisión |

| Fecha 16             | Fecha 16  | Fecha 16          | Fecha 16                     | Fecha 16    | Fecha 16 | Fecha 16        |
| Local                | Resultado | Visitante         | Lugar                        | Fecha       | Hora     | Transmisión     |
| -------------------- | --------- | ----------------- | ---------------------------- | ----------- | -------- | --------------- |
| Deportivo Cali       | 5 : 0     | Cali Andrés Sanín | Sede Deportivo Cali          | 1 de agosto | 11:00    | Sin transmisión |
| Boca Juniors de Cali | 2 : 3     | Orsomarso         | Sede Deportiva La Troja      | 2 de agosto | 9:00     | Sin transmisión |
| Deportivo Pasto      | 1 : 0     | Europa F. C.      | Sede Deportiva Botana        | 2 de agosto | 12:00    | Sin transmisión |
| Depor Valencia       | 1 : 0     | América de Cali   | Sede Deportiva La Troja      | 2 de agosto | 12:00    | Sin transmisión |
| Internacional F. C.  | 1 : 2     | Deportivo Pereira | Sede Deportiva Tres Esquinas | 3 de agosto | 9:00     | Sin transmisión |

| Fecha 17          | Fecha 17  | Fecha 17             | Fecha 17                   | Fecha 17     | Fecha 17 | Fecha 17        |
| Local             | Resultado | Visitante            | Lugar                      | Fecha        | Hora     | Transmisión     |
| ----------------- | --------- | -------------------- | -------------------------- | ------------ | -------- | --------------- |
| Cali Andrés Sanín | :         | Depor Valencia       | Cancha Puerto Mallarino    | 9 de agosto  | 9:00     | Sin transmisión |
| América de Cali   | :         | Internacional F. C.  | Sede La Candela            | 9 de agosto  | 10:00    | Sin transmisión |
| Deportivo Pasto   | :         | Deportivo Pereira    | Sede Deportiva Botana      | 9 de agosto  | 12:00    | Sin transmisión |
| Europa F. C.      | :         | Boca Juniors de Cali | Estadio Centenario         | 10 de agosto | 10:00    | Sin transmisión |
| Orsomarso         | :         | Deportivo Cali       | Sede Deportiva Águila Roja | 10 de agosto | 10:00    | Sin transmisión |

| Fecha 18             | Fecha 18  | Fecha 18          | Fecha 18    | Fecha 18    | Fecha 18    | Fecha 18    |
| Local                | Resultado | Visitante         | Lugar       | Fecha       | Hora        | Transmisión |
| -------------------- | --------- | ----------------- | ----------- | ----------- | ----------- | ----------- |
| Boca Juniors de Cali | :         | Deportivo Pasto   | Por definir | Por definir | Por definir | Por definir |
| Deportivo Cali       | :         | Europa F. C.      | Por definir | Por definir | Por definir | Por definir |
| Depor Valencia       | :         | Orsomarso         | Por definir | Por definir | Por definir | Por definir |
| Internacional F. C.  | :         | Cali Andrés Sanín | Por definir | Por definir | Por definir | Por definir |
| Deportivo Pereira    | :         | América de Cali   | Por definir | Por definir | Por definir | Por definir |

### Grupo D
| Pos. | Equipo             | Pts. | PJ | G  | E | P  | GF | GC | Dif. |  |
| ---- | ------------------ | ---- | -- | -- | - | -- | -- | -- | ---- |  |
| 1    | Unión Magdalena    | 35   | 16 | 11 | 2 | 3  | 32 | 18 | +14  |  |
| 2    | Junior             | 34   | 16 | 11 | 1 | 4  | 33 | 18 | +15  |  |
| 3    | Barranquilla F. C. | 29   | 16 | 8  | 5 | 3  | 25 | 20 | +5   |  |
| 4    | Real Cartagena     | 28   | 16 | 8  | 4 | 4  | 33 | 18 | +15  |  |
| 5    | Atlético Aracataca | 24   | 16 | 8  | 0 | 8  | 26 | 33 | −7   |  |
| 6    | Jaguares           | 23   | 16 | 6  | 5 | 5  | 29 | 23 | +6   |  |
| 7    | Academia de Crespo | 22   | 16 | 6  | 4 | 6  | 22 | 20 | +2   |  |
| 8    | Fusión Caribe      | 17   | 16 | 5  | 2 | 9  | 18 | 30 | −12  |  |
| 9    | Costa Azul         | 14   | 16 | 4  | 2 | 10 | 19 | 28 | −9   |  |
| 10   | Darsena F. C.      | 1    | 16 | 0  | 1 | 15 | 7  | 29 | −22  |  |

Actualizado a los partidos jugados el 5 de agosto de 2025.
 Fuente: FCF
| Fecha 1            | Fecha 1   | Fecha 1            | Fecha 1                      | Fecha 1     | Fecha 1 | Fecha 1         |
| Local              | Resultado | Visitante          | Lugar                        | Fecha       | Hora    | Transmisión     |
| ------------------ | --------- | ------------------ | ---------------------------- | ----------- | ------- | --------------- |
| Real Cartagena     | 2 : 2     | Junior             | Cancha 12 de Noviembre       | 14 de marzo | 18:00   | Sin transmisión |
| Fusión Caribe      | 3 : 2     | Jaguares           | Estadio Moderno Julio Torres | 15 de marzo | 12:00   | Sin transmisión |
| Academia de Crespo | 5 : 1     | Darsena F. C.      | Cancha San Fernando          | 15 de marzo | 14:00   | Sin transmisión |
| Unión Magdalena    | 1 : 1     | Barranquilla F. C. | Estadio UniMagdalena         | 15 de marzo | 15:00   | Sin transmisión |
| Atlético Aracataca | 2 : 1     | Costa Azul         | Estadio Chelo de Castro      | 15 de marzo | 15:30   | Sin transmisión |

| Fecha 2            | Fecha 2   | Fecha 2            | Fecha 2                 | Fecha 2     | Fecha 2 | Fecha 2         |
| Local              | Resultado | Visitante          | Lugar                   | Fecha       | Hora    | Transmisión     |
| ------------------ | --------- | ------------------ | ----------------------- | ----------- | ------- | --------------- |
| Barranquilla F. C. | 2 : 1     | Fusión Caribe      | Sede Deportiva Bomboná  | 21 de marzo | 09:00   | Sin transmisión |
| Junior             | 3 : 1     | Atlético Aracataca | Sede Deportiva Bomboná  | 21 de marzo | 11:15   | Sin transmisión |
| Costa Azul         | 0 : 3     | Unión Magdalena    | Estadio Lulio González  | 22 de marzo | 11:00   | Sin transmisión |
| Darsena F. C.      | 0 : 3     | Real Cartagena     | Cancha San Fernando     | 22 de marzo | 12:00   | Sin transmisión |
| Jaguares           | 4 : 2     | Academia de Crespo | Sede Deportiva Jaguares | 22 de marzo | 14:00   | Sin transmisión |

| Fecha 3            | Fecha 3   | Fecha 3            | Fecha 3                       | Fecha 3     | Fecha 3 | Fecha 3         |
| Local              | Resultado | Visitante          | Lugar                         | Fecha       | Hora    | Transmisión     |
| ------------------ | --------- | ------------------ | ----------------------------- | ----------- | ------- | --------------- |
| Real Cartagena     | 3 : 1     | Jaguares           | Cancha San Fernando           | 28 de marzo | 13:30   | Sin transmisión |
| Unión Magdalena    | 1 : 0     | Fusión Caribe      | Sede Vacacional Los Trupillos | 29 de marzo | 10:30   | Sin transmisión |
| Academia de Crespo | 1 : 0     | Barranquilla F. C. | Cancha San Fernando           | 29 de marzo | 12:00   | Sin transmisión |
| Costa Azul         | 2 : 3     | Junior             | Estadio Lulio González        | 29 de marzo | 15:00   | Sin transmisión |
| Atlético Aracataca | 2 : 1     | Darsena F. C.      | Estadio Chelo de Castro       | 29 de marzo | 16:00   | Sin transmisión |

| Fecha 4            | Fecha 4   | Fecha 4            | Fecha 4                      | Fecha 4    | Fecha 4 | Fecha 4         |
| Local              | Resultado | Visitante          | Lugar                        | Fecha      | Hora    | Transmisión     |
| ------------------ | --------- | ------------------ | ---------------------------- | ---------- | ------- | --------------- |
| Fusión Caribe      | 0 : 2     | Academia de Crespo | Estadio Moderno Julio Torres | 5 de abril | 10:00   | Sin transmisión |
| Junior             | 2 : 0     | Unión Magdalena    | Sede Deportiva Bomboná       | 5 de abril | 11:15   | Sin transmisión |
| Jaguares           | 7 : 1     | Atlético Aracataca | Sede Deportiva Jaguares      | 5 de abril | 14:00   | Sin transmisión |
| Darsena F. C.      | 0 : 1     | Costa Azul         | Cancha San Fernando          | 5 de abril | 15:00   | Sin transmisión |
| Barranquilla F. C. | 2 : 2     | Real Cartagena     | Sede Deportiva Bomboná       | 6 de abril | 10:00   | Sin transmisión |

| Fecha 5            | Fecha 5   | Fecha 5            | Fecha 5                      | Fecha 5     | Fecha 5 | Fecha 5         |
| Local              | Resultado | Visitante          | Lugar                        | Fecha       | Hora    | Transmisión     |
| ------------------ | --------- | ------------------ | ---------------------------- | ----------- | ------- | --------------- |
| Junior             | 3 : 1     | Darsena F. C.      | Sede Deportiva Bomboná       | 25 de abril | 10:00   | Sin transmisión |
| Unión Magdalena    | 2 : 0     | Academia de Crespo | Estadio Sierra Nevada        | 25 de abril | 15:00   | Sin transmisión |
| Atlético Aracataca | 1 : 2     | Barranquilla F. C. | Estadio Chelo de Castro      | 26 de abril | 15:30   | Sin transmisión |
| Real Cartagena     | 3 : 0     | Fusión Caribe      | Cancha San Fernando          | 27 de abril | 13:00   | Sin transmisión |
| Costa Azul         | 3 : 0     | Jaguares           | Estadio Moderno Julio Torres | 27 de abril | 15:00   | Sin transmisión |

| Fecha 6            | Fecha 6   | Fecha 6            | Fecha 6                      | Fecha 6   | Fecha 6 | Fecha 6         |
| Local              | Resultado | Visitante          | Lugar                        | Fecha     | Hora    | Transmisión     |
| ------------------ | --------- | ------------------ | ---------------------------- | --------- | ------- | --------------- |
| Darsena F. C.      | 2 : 3     | Unión Magdalena    | Cancha San Fernando          | 2 de mayo | 11:00   | Sin transmisión |
| Academia de Crespo | 1 : 1     | Real Cartagena     | Cancha San Fernando          | 3 de mayo | 11:00   | Sin transmisión |
| Jaguares           | 2 : 1     | Junior             | Sede Deportiva Jaguares      | 3 de mayo | 15:00   | Sin transmisión |
| Barranquilla F. C. | 2 : 1     | Costa Azul         | Sede Deportiva Bomboná       | 4 de mayo | 10:00   | Sin transmisión |
| Fusión Caribe      | 3 : 2     | Atlético Aracataca | Estadio Moderno Julio Torres | 4 de mayo | 11:00   | Sin transmisión |

| Fecha 7            | Fecha 7   | Fecha 7            | Fecha 7                      | Fecha 7    | Fecha 7 | Fecha 7         |
| Local              | Resultado | Visitante          | Lugar                        | Fecha      | Hora    | Transmisión     |
| ------------------ | --------- | ------------------ | ---------------------------- | ---------- | ------- | --------------- |
| Darsena F. C.      | 1 : 1     | Jaguares           | Cancha San Fernando          | 10 de mayo | 11:00   | Sin transmisión |
| Atlético Aracataca | 1 : 3     | Academia de Crespo | Estadio Chelo de Castro      | 10 de mayo | 14:00   | Sin transmisión |
| Unión Magdalena    | 2 : 0     | Real Cartagena     | Estadio Sierra Nevada        | 10 de mayo | 15:30   | Sin transmisión |
| Junior             | 3 : 0     | Barranquilla F. C. | Sede Deportiva Bomboná       | 11 de mayo | 09:00   | Sin transmisión |
| Costa Azul         | 0 : 2     | Fusión Caribe      | Estadio Moderno Julio Torres | 11 de mayo | 15:00   | Sin transmisión |

| Fecha 8            | Fecha 8   | Fecha 8            | Fecha 8                      | Fecha 8    | Fecha 8 | Fecha 8         |
| Local              | Resultado | Visitante          | Lugar                        | Fecha      | Hora    | Transmisión     |
| ------------------ | --------- | ------------------ | ---------------------------- | ---------- | ------- | --------------- |
| Barranquilla F. C. | 2 : 1     | Darsena F. C.      | Sede Deportiva Bomboná       | 16 de mayo | 11:00   | Sin transmisión |
| Real Cartagena     | 2 : 1     | Atlético Aracataca | Cancha San Fernando          | 16 de mayo | 13:30   | Sin transmisión |
| Fusión Caribe      | 0 : 2     | Junior             | Estadio Moderno Julio Torres | 16 de mayo | 16:00   | Sin transmisión |
| Academia de Crespo | 1 : 0     | Costa Azul         | Cancha San Fernando          | 17 de mayo | 15:00   | Sin transmisión |
| Unión Magdalena    | 1 : 3     | Jaguares           | Estadio Sierra Nevada        | 19 de mayo | 14:00   | Win+ Fútbol     |

| Fecha 9            | Fecha 9   | Fecha 9            | Fecha 9                      | Fecha 9    | Fecha 9 | Fecha 9         |
| Local              | Resultado | Visitante          | Lugar                        | Fecha      | Hora    | Transmisión     |
| ------------------ | --------- | ------------------ | ---------------------------- | ---------- | ------- | --------------- |
| Junior             | 3 : 2     | Academia de Crespo | Sede Deportiva Bombona       | 30 de mayo | 10:00   | Sin transmisión |
| Jaguares           | 2 : 2     | Barranquilla F. C. | Sede Caño Viejo Las Lamas    | 31 de mayo | 10:00   | Sin transmisión |
| Darsena F. C.      | 0 : 2     | Fusión Caribe      | Cancha San Fernando          | 1 de junio | 11:00   | Sin transmisión |
| Costa Azul         | 2 : 5     | Real Cartagena     | Estadio Moderno Julio Torres | 1 de junio | 11:00   | Sin transmisión |
| Atlético Aracataca | 3 : 2     | Unión Magdalena    | Estadio Chelo de Castro      | 1 de junio | 15:30   | Sin transmisión |

| Fecha 10           | Fecha 10  | Fecha 10           | Fecha 10                     | Fecha 10     | Fecha 10     | Fecha 10        |
| Local              | Resultado | Visitante          | Lugar                        | Fecha        | Hora         | Transmisión     |
| ------------------ | --------- | ------------------ | ---------------------------- | ------------ | ------------ | --------------- |
| Junior             | 3 : 0     | Real Cartagena     | Estadio Romelio Martínez     | 7 de junio   | 10:15        | Win Sports      |
| Costa Azul         | 2 : 0     | Atlético Aracataca | Estadio Moderno Julio Torres | 7 de junio   | 11:00        | Sin transmisión |
| Jaguares           | 3 : 1     | Fusión Caribe      | Sede Deportiva Jaguares      | 8 de junio   | 14:30        | Sin transmisión |
| Barranquilla F. C. | 2 : 2     | Unión Magdalena    | Sede Deportiva Bombona       | 28 de junio  | 10:00        | Sin transmisión |
| Darsena F. C.      | 0 : 1     | Academia de Crespo | No disputado                 | No disputado | No disputado | No disputado    |

| Fecha 11           | Fecha 11  | Fecha 11           | Fecha 11                     | Fecha 11     | Fecha 11     | Fecha 11        |
| Local              | Resultado | Visitante          | Lugar                        | Fecha        | Hora         | Transmisión     |
| ------------------ | --------- | ------------------ | ---------------------------- | ------------ | ------------ | --------------- |
| Academia de Crespo | 0 : 0     | Jaguares           | Cancha San Fernando          | 13 de junio  | 11:00        | Sin transmisión |
| Atlético Aracataca | 2 : 1     | Junior             | Estadio Chelo de Castro      | 15 de junio  | 10:00        | Sin transmisión |
| Fusión Caribe      | 1 : 0     | Barranquilla F. C. | Estadio Moderno Julio Torres | 15 de junio  | 13:00        | Sin transmisión |
| Unión Magdalena    | 3 : 0     | Costa Azul         | Estadio Sierra Nevada        | 6 de julio   | 15:00        | Sin transmisión |
| Real Cartagena     | 1 : 0     | Darsena F. C.      | No disputado                 | No disputado | No disputado | No disputado    |

| Fecha 12           | Fecha 12  | Fecha 12           | Fecha 12                     | Fecha 12     | Fecha 12     | Fecha 12        |
| Local              | Resultado | Visitante          | Lugar                        | Fecha        | Hora         | Transmisión     |
| ------------------ | --------- | ------------------ | ---------------------------- | ------------ | ------------ | --------------- |
| Jaguares           | 0 : 0     | Real Cartagena     | Sede Deportiva Jaguares      | 20 de junio  | 10:00        | Sin transmisión |
| Fusión Caribe      | 1 : 4     | Unión Magdalena    | Estadio Moderno Julio Torres | 22 de junio  | 10:00        | Sin transmisión |
| Junior             | 2 : 1     | Costa Azul         | Sede Deportiva Bombona       | 23 de junio  | 9:00         | Sin transmisión |
| Barranquilla F. C. | 0 : 0     | Academia de Crespo | Sede Deportiva Bombona       | 23 de junio  | 11:15        | Sin transmisión |
| Darsena F. C.      | 0 : 1     | Atlético Aracataca | No disputado                 | No disputado | No disputado | No disputado    |

| Fecha 13           | Fecha 13  | Fecha 13           | Fecha 13                       | Fecha 13     | Fecha 13     | Fecha 13        |
| Local              | Resultado | Visitante          | Lugar                          | Fecha        | Hora         | Transmisión     |
| ------------------ | --------- | ------------------ | ------------------------------ | ------------ | ------------ | --------------- |
| Academia de Crespo | 1 : 1     | Fusión Caribe      | Cancha San Fernando            | 12 de julio  | 11:00        | Sin transmisión |
| Unión Magdalena    | 1 : 0     | Junior             | Estadio Sierra Nevada          | 12 de julio  | 15:00        | Sin transmisión |
| Real Cartagena     | 0 : 2     | Barranquilla F. C. | Cancha Menor de San Fernando   | 12 de julio  | 17:00        | Sin transmisión |
| Atlético Aracataca | 2 : 1     | Jaguares           | Estadio Municipal Chelo Castro | 13 de julio  | 11:00        | Sin transmisión |
| Costa Azul         | 1 : 0     | Darsena F. C.      | No disputado                   | No disputado | No disputado | No disputado    |

| Fecha 14           | Fecha 14  | Fecha 14           | Fecha 14                     | Fecha 14     | Fecha 14     | Fecha 14        |
| Local              | Resultado | Visitante          | Lugar                        | Fecha        | Hora         | Transmisión     |
| ------------------ | --------- | ------------------ | ---------------------------- | ------------ | ------------ | --------------- |
| Barranquilla F. C. | 4 : 2     | Atlético Aracataca | Sede Bombona                 | 18 de julio  | 10:00        | Sin transmisión |
| Academia de Crespo | 1 : 2     | Unión Magdalena    | Cancha San Fernando          | 19 de julio  | 10:00        | Sin transmisión |
| Jaguares           | 0 : 0     | Costa Azul         | Estadio Jaraguay             | 20 de julio  | 13:00        | Sin transmisión |
| Fusión Caribe      | 0 : 3     | Real Cartagena     | Estadio Moderno Julio Torres | 20 de julio  | 13:00        | Sin transmisión |
| Darsena F. C.      | 0 : 1     | Junior             | No disputado                 | No disputado | No disputado | No disputado    |

| Fecha 15           | Fecha 15  | Fecha 15           | Fecha 15                       | Fecha 15     | Fecha 15     | Fecha 15        |
| Local              | Resultado | Visitante          | Lugar                          | Fecha        | Hora         | Transmisión     |
| ------------------ | --------- | ------------------ | ------------------------------ | ------------ | ------------ | --------------- |
| Junior             | 3 : 2     | Jaguares           | Sede Bombona                   | 25 de julio  | 10:00        | Sin transmisión |
| Atlético Aracataca | 2 : 0     | Fusión Caribe      | Estadio Municipal Chelo Castro | 26 de julio  | 10:30        | Sin transmisión |
| Costa Azul         | 1 : 2     | Barranquilla F. C. | Estadio Lulio González         | 26 de julio  | 14:00        | Sin transmisión |
| Real Cartagena     | 2 : 1     | Academia de Crespo | Finca Villa Yadira             | 27 de julio  | 9:00         | Sin transmisión |
| Darsena F. C.      | 0 : 1     | Unión Magdalena    | No disputado                   | No disputado | No disputado | No disputado    |

| Fecha 16           | Fecha 16  | Fecha 16           | Fecha 16                     | Fecha 16     | Fecha 16     | Fecha 16        |
| Local              | Resultado | Visitante          | Lugar                        | Fecha        | Hora         | Transmisión     |
| ------------------ | --------- | ------------------ | ---------------------------- | ------------ | ------------ | --------------- |
| Real Cartagena     | 2 : 4     | Unión Magdalena    | Finca Villa Yadira           | 2 de agosto  | 11:00        | Sin transmisión |
| Academia de Crespo | 1 : 3     | Atlético Aracataca | Cancha San Fernando          | 3 de agosto  | 15:00        | Sin transmisión |
| Barranquilla F. C. | 2 : 1     | Junior             | Sede Deportiva Bombona       | 4 de agosto  | 15:00        | Sin transmisión |
| Fusión Caribe      | 3 : 3     | Costa Azul         | Estadio Moderno Julio Torres | 5 de agosto  | 10:00        | Sin transmisión |
| Jaguares           | 1 : 0     | Darsena F. C.      | No disputado                 | No disputado | No disputado | No disputado    |

| Fecha 17           | Fecha 17  | Fecha 17           | Fecha 17                       | Fecha 17      | Fecha 17      | Fecha 17        |
| Local              | Resultado | Visitante          | Lugar                          | Fecha         | Hora          | Transmisión     |
| ------------------ | --------- | ------------------ | ------------------------------ | ------------- | ------------- | --------------- |
| Jaguares           | :         | Unión Magdalena    | Sede Deportiva Jaguares        | 9 de agosto   | 10:00         | Sin transmisión |
| Junior             | :         | Fusión Caribe      | Sede Deportiva Bombona         | 9 de agosto   | 10:00         | Sin transmisión |
| Costa Azul         | :         | Academia de Crespo | Estadio Lulio González         | 9 de agosto   | 14:00         | Sin transmisión |
| Atlético Aracataca | :         | Real Cartagena     | Estadio Municipal Chelo Castro | 10 de agosto  | 14:00         | Sin transmisión |
| Darsena F. C.      | :         | Barranquilla F. C. | No programado                  | No programado | No programado | No programado   |

| Fecha 18           | Fecha 18  | Fecha 18           | Fecha 18    | Fecha 18    | Fecha 18    | Fecha 18    |
| Local              | Resultado | Visitante          | Lugar       | Fecha       | Hora        | Transmisión |
| ------------------ | --------- | ------------------ | ----------- | ----------- | ----------- | ----------- |
| Barranquilla F. C. | :         | Jaguares           | Por definir | Por definir | Por definir | Por definir |
| Academia de Crespo | :         | Junior             | Por definir | Por definir | Por definir | Por definir |
| Real Cartagena     | :         | Costa Azul         | Por definir | Por definir | Por definir | Por definir |
| Unión Magdalena    | :         | Atlético Aracataca | Por definir | Por definir | Por definir | Por definir |
| Fusión Caribe      | :         | Darsena F. C.      | Por definir | Por definir | Por definir | Por definir |

### Grupo E
| Pos. | Equipo               | Pts. | PJ | G  | E | P  | GF | GC | Dif. |  |
| ---- | -------------------- | ---- | -- | -- | - | -- | -- | -- | ---- |  |
| 1    | Cúcuta Deportivo     | 33   | 16 | 11 | 0 | 5  | 26 | 17 | +9   |  |
| 2    | Ocaña F. C.          | 33   | 16 | 10 | 3 | 3  | 24 | 10 | +14  |  |
| 3    | Alianza Valledupar   | 27   | 15 | 8  | 3 | 4  | 32 | 16 | +16  |  |
| 4    | Olympic C. D.        | 26   | 16 | 8  | 2 | 6  | 18 | 14 | +4   |  |
| 5    | Olímpicas Fútbol     | 21   | 15 | 7  | 0 | 8  | 23 | 26 | −3   |  |
| 6    | Alianza Vallenata    | 21   | 16 | 6  | 3 | 7  | 22 | 26 | −4   |  |
| 7    | Atlético Bucaramanga | 20   | 16 | 5  | 5 | 6  | 9  | 14 | −5   |  |
| 8    | Real Santander       | 19   | 16 | 5  | 4 | 7  | 18 | 17 | +1   |  |
| 9    | Juventud Magangué    | 11   | 16 | 3  | 5 | 8  | 17 | 24 | −7   |  |
| 10   | Cúcuta F. C.         | 9    | 16 | 2  | 3 | 11 | 12 | 37 | −25  |  |

Actualizado a los partidos jugados el 3 de agosto de 2025.
 Fuente: FCF
| Fecha 1              | Fecha 1   | Fecha 1           | Fecha 1                         | Fecha 1     | Fecha 1 | Fecha 1         |
| Local                | Resultado | Visitante         | Lugar                           | Fecha       | Hora    | Transmisión     |
| -------------------- | --------- | ----------------- | ------------------------------- | ----------- | ------- | --------------- |
| Olímpicas Fútbol     | 2 : 1     | Juventud Magangué | Polideportivo Chapinero         | 15 de marzo | 09:00   | Sin transmisión |
| Cúcuta Deportivo     | 4 : 1     | Alianza Vallenata | Sede Cúcuta Deportivo           | 15 de marzo | 10:00   | Sin transmisión |
| Atlético Bucaramanga | 0 : 2     | Real Santander    | Sede Deportiva Barlovento       | 15 de marzo | 14:00   | Sin transmisión |
| Ocaña F. C.          | 1 : 0     | Cúcuta F. C.      | Estadio Hermides Padilla        | 16 de marzo | 15:00   | Sin transmisión |
| Alianza Valledupar   | 1 : 0     | Olympic C. D.     | Polideportivo MS Construcciones | 16 de marzo | 15:00   | Sin transmisión |

| Fecha 2           | Fecha 2   | Fecha 2              | Fecha 2                   | Fecha 2     | Fecha 2 | Fecha 2         |
| Local             | Resultado | Visitante            | Lugar                     | Fecha       | Hora    | Transmisión     |
| ----------------- | --------- | -------------------- | ------------------------- | ----------- | ------- | --------------- |
| Real Santander    | 1 : 1     | Alianza Valledupar   | Estadio Villa Concha      | 21 de marzo | 10:00   | Sin transmisión |
| Cúcuta F. C.      | 1 : 0     | Atlético Bucaramanga | Estadio Gran Colombiano   | 21 de marzo | 15:00   | Sin transmisión |
| Alianza Vallenata | 1 : 2     | Olímpicas Fútbol     | Cancha Galo Celedón       | 22 de marzo | 10:00   | Sin transmisión |
| Olympic C. D.     | 2 : 0     | Cúcuta Deportivo     | Cancha Marte              | 23 de marzo | 14:00   | Sin transmisión |
| Juventud Magangué | 1 : 1     | Ocaña F. C.          | Estadio Diego de Carvajal | 23 de marzo | 15:30   | Sin transmisión |

| Fecha 3              | Fecha 3   | Fecha 3           | Fecha 3                         | Fecha 3     | Fecha 3 | Fecha 3         |
| Local                | Resultado | Visitante         | Lugar                           | Fecha       | Hora    | Transmisión     |
| -------------------- | --------- | ----------------- | ------------------------------- | ----------- | ------- | --------------- |
| Real Santander       | 6 : 0     | Cúcuta F. C.      | Estadio Villa Concha            | 28 de marzo | 10:00   | Sin transmisión |
| Olímpicas Fútbol     | 3 : 1     | Olympic C. D.     | Polideportivo Chapinero         | 29 de marzo | 15:00   | Sin transmisión |
| Ocaña F. C.          | 4 : 0     | Alianza Vallenata | Estadio Hermides Padilla        | 30 de marzo | 15:00   | Sin transmisión |
| Atlético Bucaramanga | 1 : 0     | Juventud Magangué | Sede Deportiva Barlovento       | 11 de abril | 12:00   | Sin transmisión |
| Alianza Valledupar   | 1 : 3     | Cúcuta Deportivo  | Polideportivo MS Construcciones | 13 de abril | 15:30   | Sin transmisión |

| Fecha 4           | Fecha 4   | Fecha 4              | Fecha 4                   | Fecha 4    | Fecha 4 | Fecha 4         |
| Local             | Resultado | Visitante            | Lugar                     | Fecha      | Hora    | Transmisión     |
| ----------------- | --------- | -------------------- | ------------------------- | ---------- | ------- | --------------- |
| Cúcuta Deportivo  | 2 : 1     | Olímpicas Fútbol     | Sede Cúcuta Deportivo     | 4 de abril | 10:00   | Sin transmisión |
| Alianza Vallenata | 0 : 1     | Atlético Bucaramanga | Cancha Galo Celedón       | 5 de abril | 10:00   | Sin transmisión |
| Cúcuta F. C.      | 1 : 2     | Alianza Valledupar   | Polideportivo Chapinero   | 5 de abril | 15:00   | Sin transmisión |
| Juventud Magangué | 1 : 0     | Real Santander       | Estadio Diego de Carvajal | 6 de abril | 15:30   | Sin transmisión |
| Olympic C. D.     | 2 : 0     | Ocaña F. C.          | Cancha Marte              | 6 de abril | 16:00   | Sin transmisión |

| Fecha 5              | Fecha 5   | Fecha 5           | Fecha 5                         | Fecha 5     | Fecha 5 | Fecha 5         |
| Local                | Resultado | Visitante         | Lugar                           | Fecha       | Hora    | Transmisión     |
| -------------------- | --------- | ----------------- | ------------------------------- | ----------- | ------- | --------------- |
| Cúcuta F. C.         | 1 : 4     | Juventud Magangué | Polideportivo Chapinero         | 25 de abril | 09:00   | Sin transmisión |
| Real Santander       | 1 : 0     | Alianza Vallenata | Estadio Villa Concha            | 25 de abril | 10:00   | Sin transmisión |
| Atlético Bucaramanga | 1 : 0     | Olympic C. D.     | Sede Deportiva Barlovento       | 25 de abril | 12:00   | Sin transmisión |
| Alianza Valledupar   | 4 : 1     | Olímpicas Fútbol  | Polideportivo MS Construcciones | 27 de abril | 10:00   | Sin transmisión |
| Ocaña F. C.          | 0 : 1     | Cúcuta Deportivo  | Estadio Hermides Padilla        | 27 de abril | 15:00   | Sin transmisión |

| Fecha 6           | Fecha 6   | Fecha 6              | Fecha 6                   | Fecha 6    | Fecha 6 | Fecha 6         |
| Local             | Resultado | Visitante            | Lugar                     | Fecha      | Hora    | Transmisión     |
| ----------------- | --------- | -------------------- | ------------------------- | ---------- | ------- | --------------- |
| Cúcuta Deportivo  | 4 : 0     | Atlético Bucaramanga | Sede Cúcuta Deportivo     | 3 de mayo  | 09:00   | Sin transmisión |
| Olímpicas Fútbol  | 0 : 2     | Ocaña F. C.          | Polideportivo Chapinero   | 4 de mayo  | 15:00   | Sin transmisión |
| Juventud Magangué | 0 : 6     | Alianza Valledupar   | Estadio Diego de Carvajal | 4 de mayo  | 15:30   | Sin transmisión |
| Olympic C. D.     | 1 : 0     | Real Santander       | Cancha Marte              | 4 de mayo  | 16:00   | Sin transmisión |
| Alianza Vallenata | 3 : 0     | Cúcuta F. C.         | Cancha Galo Celedón       | 23 de mayo | 10:00   | Sin transmisión |

| Fecha 7              | Fecha 7   | Fecha 7           | Fecha 7                         | Fecha 7    | Fecha 7 | Fecha 7         |
| Local                | Resultado | Visitante         | Lugar                           | Fecha      | Hora    | Transmisión     |
| -------------------- | --------- | ----------------- | ------------------------------- | ---------- | ------- | --------------- |
| Real Santander       | 1 : 0     | Cúcuta Deportivo  | Estadio Villa Concha            | 9 de mayo  | 10:00   | Sin transmisión |
| Cúcuta F. C.         | 1 : 0     | Olympic C. D.     | Estadio Gran Colombiano         | 9 de mayo  | 15:00   | Sin transmisión |
| Alianza Valledupar   | 0 : 0     | Ocaña F. C.       | Polideportivo MS Construcciones | 10 de mayo | 10:00   | Sin transmisión |
| Atlético Bucaramanga | 2 : 0     | Olímpicas Fútbol  | Sede Deportiva Barlovento       | 11 de mayo | 12:00   | Sin transmisión |
| Juventud Magangué    | 1 : 1     | Alianza Vallenata | Estadio Diego de Carvajal       | 11 de mayo | 15:30   | Sin transmisión |

| Fecha 8            | Fecha 8   | Fecha 8              | Fecha 8                         | Fecha 8    | Fecha 8 | Fecha 8         |
| Local              | Resultado | Visitante            | Lugar                           | Fecha      | Hora    | Transmisión     |
| ------------------ | --------- | -------------------- | ------------------------------- | ---------- | ------- | --------------- |
| Cúcuta Deportivo   | 2 : 1     | Cúcuta F. C.         | Sede Cúcuta Deportivo           | 16 de mayo | 10:00   | Sin transmisión |
| Olímpicas Fútbol   | 2 : 1     | Real Santander       | Estadio Gran Colombiano         | 17 de mayo | 12:00   | Sin transmisión |
| Alianza Valledupar | 3 : 0     | Alianza Vallenata    | Polideportivo MS Construcciones | 18 de mayo | 08:00   | Sin transmisión |
| Ocaña F. C.        | 1 : 1     | Atlético Bucaramanga | Estadio Hermides Padilla        | 18 de mayo | 15:00   | Sin transmisión |
| Olympic C. D.      | 2 : 1     | Juventud Magangué    | Cancha Marte                    | 18 de mayo | 16:00   | Sin transmisión |

| Fecha 9              | Fecha 9   | Fecha 9            | Fecha 9                   | Fecha 9     | Fecha 9 | Fecha 9         |
| Local                | Resultado | Visitante          | Lugar                     | Fecha       | Hora    | Transmisión     |
| -------------------- | --------- | ------------------ | ------------------------- | ----------- | ------- | --------------- |
| Alianza Vallenata    | 2 : 2     | Olympic C. D.      | Cancha Galo Celedón       | 31 de mayo  | 10:00   | Sin transmisión |
| Juventud Magangué    | 0 : 1     | Cúcuta Deportivo   | Estadio Diego de Carvajal | 1 de junio  | 15:30   | Sin transmisión |
| Cúcuta F. C.         | 1 : 2     | Olímpicas Fútbol   | Estadio Gran Colombiano   | 2 de junio  | 15:00   | Sin transmisión |
| Real Santander       | 1 : 2     | Ocaña F. C.        | Estadio Villa Concha      | 28 de junio | 10:00   | Sin transmisión |
| Atlético Bucaramanga | 0 : 1     | Alianza Valledupar | Cancha Marte              | 30 de junio | 10:00   | Sin transmisión |

| Fecha 10          | Fecha 10  | Fecha 10             | Fecha 10                  | Fecha 10    | Fecha 10 | Fecha 10        |
| Local             | Resultado | Visitante            | Lugar                     | Fecha       | Hora     | Transmisión     |
| ----------------- | --------- | -------------------- | ------------------------- | ----------- | -------- | --------------- |
| Real Santander    | 0 : 0     | Atlético Bucaramanga | Estadio Villa Concha      | 7 de junio  | 10:00    | Sin transmisión |
| Juventud Magangué | 3 : 1     | Olímpicas Fútbol     | Estadio Diego de Carvajal | 28 de junio | 15:30    | Sin transmisión |
| Cúcuta F. C.      | 0 : 4     | Ocaña F. C.          | Polideportivo Chapinero   | 4 de julio  | 15:00    | Sin transmisión |
| Alianza Vallenata | 2 : 0     | Cúcuta Deportivo     | Cancha Galo Celedón       | 4 de julio  | 17:00    | Sin transmisión |
| Olympic C. D.     | 1 : 0     | Alianza Valledupar   | Cancha Marte              | 6 de julio  | 16:00    | Sin transmisión |

| Fecha 11             | Fecha 11  | Fecha 11          | Fecha 11                        | Fecha 11    | Fecha 11 | Fecha 11        |
| Local                | Resultado | Visitante         | Lugar                           | Fecha       | Hora     | Transmisión     |
| -------------------- | --------- | ----------------- | ------------------------------- | ----------- | -------- | --------------- |
| Atlético Bucaramanga | 1 : 1     | Cúcuta F. C.      | Cancha Marte                    | 13 de junio | 9:00     | Sin transmisión |
| Cúcuta Deportivo     | 2 : 1     | Olympic C. D.     | Sede Cúcuta Deportivo           | 13 de junio | 9:00     | Sin transmisión |
| Olímpicas Fútbol     | 5 : 3     | Alianza Vallenata | Estadio Gran Colombiano         | 14 de junio | 15:00    | Sin transmisión |
| Ocaña F. C.          | 1 : 0     | Juventud Magangué | Estadio Hermides Padilla        | 15 de junio | 15:00    | Sin transmisión |
| Alianza Valledupar   | 3 : 1     | Real Santander    | Polideportivo MS Construcciones | 9 de julio  | 10:00    | Sin transmisión |

| Fecha 12          | Fecha 12  | Fecha 12             | Fecha 12                  | Fecha 12    | Fecha 12 | Fecha 12        |
| Local             | Resultado | Visitante            | Lugar                     | Fecha       | Hora     | Transmisión     |
| ----------------- | --------- | -------------------- | ------------------------- | ----------- | -------- | --------------- |
| Olympic C. D.     | 2 : 1     | Olímpicas Fútbol     | Cancha Marte              | 20 de junio | 9:00     | Sin transmisión |
| Cúcuta Deportivo  | 3 : 2     | Alianza Valledupar   | Sede Cúcuta Deportivo     | 21 de junio | 9:00     | Sin transmisión |
| Juventud Magangué | 1 : 1     | Atlético Bucaramanga | Estadio Diego de Carvajal | 21 de junio | 15:30    | Sin transmisión |
| Alianza Vallenata | 2 : 1     | Ocaña F. C.          | Cancha Galo Celedón       | 21 de junio | 16:00    | Sin transmisión |
| Cúcuta F. C.      | 2 : 2     | Real Santander       | Estadio Gran Colombiano   | 22 de junio | 15:00    | Sin transmisión |

| Fecha 13             | Fecha 13  | Fecha 13          | Fecha 13                        | Fecha 13    | Fecha 13 | Fecha 13        |
| Local                | Resultado | Visitante         | Lugar                           | Fecha       | Hora     | Transmisión     |
| -------------------- | --------- | ----------------- | ------------------------------- | ----------- | -------- | --------------- |
| Atlético Bucaramanga | 0 : 0     | Alianza Vallenata | Sede Deportiva Barlovento       | 11 de julio | 12:00    | Sin transmisión |
| Alianza Valledupar   | 6 : 2     | Cúcuta FC         | Polideportivo MS Construcciones | 11 de julio | 14:00    | Sin transmisión |
| Real Santander       | 1 : 0     | Juventud Magangué | Estadio Villa Concha            | 12 de julio | 10:00    | Sin transmisión |
| Olímpicas Fútbol     | 1 : 2     | Cúcuta Deportivo  | Estadio Gran Colombiano         | 12 de julio | 10:00    | Sin transmisión |
| Ocaña F. C.          | 2 : 1     | Olympic C. D.     | Estadio Hermides Padilla        | 13 de julio | 15:00    | Sin transmisión |

| Fecha 14          | Fecha 14  | Fecha 14             | Fecha 14                  | Fecha 14    | Fecha 14 | Fecha 14        |
| Local             | Resultado | Visitante            | Lugar                     | Fecha       | Hora     | Transmisión     |
| ----------------- | --------- | -------------------- | ------------------------- | ----------- | -------- | --------------- |
| Cúcuta Deportivo  | 0 : 2     | Ocaña F. C.          | Sede Cúcuta Deportivo     | 19 de julio | 9:00     | Sin transmisión |
| Juventud Magangué | 1 : 1     | Cúcuta FC            | Estadio Diego de Carvajal | 19 de julio | 15:30    | Sin transmisión |
| Alianza Vallenata | 3 : 0     | Real Santander       | Cancha Galo Celedón       | 19 de julio | 18:00    | Sin transmisión |
| Olympic C. D.     | 1 : 0     | Atlético Bucaramanga | Cancha Marte              | 20 de julio | 16:00    | Sin transmisión |
| Olímpicas Fútbol  | :         | Alianza Valledupar   | Aplazado                  | Aplazado    | Aplazado | Aplazado        |

| Fecha 15             | Fecha 15  | Fecha 15          | Fecha 15                   | Fecha 15    | Fecha 15 | Fecha 15        |
| Local                | Resultado | Visitante         | Lugar                      | Fecha       | Hora     | Transmisión     |
| -------------------- | --------- | ----------------- | -------------------------- | ----------- | -------- | --------------- |
| Cúcuta FC            | 0 : 1     | Alianza Vallenata | Estadio Grancolombiano     | 25 de julio | 9:00     | Sin transmisión |
| Real Santander       | 0 : 0     | Olympic C. D.     | Estadio Villa Concha       | 25 de julio | 10:00    | Sin transmisión |
| Atlético Bucaramanga | 1 : 0     | Cúcuta Deportivo  | Sede Deportiva Barlovento  | 25 de julio | 12:00    | Sin transmisión |
| Alianza Valledupar   | 1 : 1     | Juventud Magangué | Estadio Farid Díaz Rhenals | 26 de julio | 15:00    | Sin transmisión |
| Ocaña F. C.          | 1 : 0     | Olímpicas Fútbol  | Estadio Hermides Padilla   | 27 de julio | 15:00    | Sin transmisión |

| Fecha 16          | Fecha 16  | Fecha 16             | Fecha 16                 | Fecha 16    | Fecha 16 | Fecha 16        |
| Local             | Resultado | Visitante            | Lugar                    | Fecha       | Hora     | Transmisión     |
| ----------------- | --------- | -------------------- | ------------------------ | ----------- | -------- | --------------- |
| Cúcuta Deportivo  | 2 : 1     | Real Santander       | Sede Cúcuta Deportivo    | 1 de agosto | 9:00     | Sin transmisión |
| Olímpicas Fútbol  | 2 : 0     | Atlético Bucaramanga | Estadio Grancolombiano   | 2 de agosto | 13:00    | Sin transmisión |
| Alianza Vallenata | 3 : 2     | Juventud Magangué    | Cancha Galo Celedón      | 2 de agosto | 18:00    | Sin transmisión |
| Ocaña F. C.       | 2 : 1     | Alianza Valledupar   | Estadio Hermides Padilla | 3 de agosto | 15:00    | Sin transmisión |
| Olympic C. D.     | 2 : 0     | Cúcuta FC            | Cancha Marte             | 3 de agosto | 16:00    | Sin transmisión |

| Fecha 17             | Fecha 17  | Fecha 17           | Fecha 17                  | Fecha 17    | Fecha 17 | Fecha 17        |
| Local                | Resultado | Visitante          | Lugar                     | Fecha       | Hora     | Transmisión     |
| -------------------- | --------- | ------------------ | ------------------------- | ----------- | -------- | --------------- |
| Alianza Vallenata    | :         | Alianza Valledupar | Cancha Galo Celedón       | 7 de agosto | 18:00    | Sin transmisión |
| Atlético Bucaramanga | :         | Ocaña F. C.        | Sede Deportiva Barlovento | 8 de agosto | 9:00     | Sin transmisión |
| Cúcuta FC            | :         | Cúcuta Deportivo   | Polideportivo Niña Ceci   | 8 de agosto | 9:00     | Sin transmisión |
| Real Santander       | :         | Olímpicas Fútbol   | Estadio Villa Concha      | 8 de agosto | 10:00    | Sin transmisión |
| Juventud Magangué    | :         | Olympic C. D.      | Estadio Diego de Carvajal | 9 de agosto | 15:30    | Sin transmisión |

| Fecha 18           | Fecha 18  | Fecha 18             | Fecha 18    | Fecha 18    | Fecha 18    | Fecha 18    |
| Local              | Resultado | Visitante            | Lugar       | Fecha       | Hora        | Transmisión |
| ------------------ | --------- | -------------------- | ----------- | ----------- | ----------- | ----------- |
| Olympic C. D.      | :         | Alianza Vallenata    | Por definir | Por definir | Por definir | Por definir |
| Cúcuta Deportivo   | :         | Juventud Magangué    | Por definir | Por definir | Por definir | Por definir |
| Olímpicas Fútbol   | :         | Cúcuta FC            | Por definir | Por definir | Por definir | Por definir |
| Ocaña F. C.        | :         | Real Santander       | Por definir | Por definir | Por definir | Por definir |
| Alianza Valledupar | :         | Atlético Bucaramanga | Por definir | Por definir | Por definir | Por definir |

### Grupo F
| Pos. | Equipo              | Pts. | PJ | G | E | P  | GF | GC | Dif. |  |
| ---- | ------------------- | ---- | -- | - | - | -- | -- | -- | ---- |  |
| 1    | Once Caldas         | 31   | 15 | 9 | 4 | 2  | 26 | 14 | +12  |  |
| 2    | Deportes Tolima     | 29   | 15 | 7 | 8 | 0  | 25 | 21 | +4   |  |
| 3    | Llaneros            | 28   | 15 | 8 | 4 | 3  | 29 | 15 | +14  |  |
| 4    | Atlético Huila      | 28   | 16 | 8 | 4 | 4  | 28 | 20 | +8   |  |
| 5    | Real Cundinamarca   | 26   | 15 | 8 | 2 | 5  | 22 | 15 | +7   |  |
| 6    | CEIF F. C.          | 22   | 15 | 6 | 4 | 5  | 22 | 18 | +4   |  |
| 7    | Real Cumare         | 14   | 15 | 3 | 5 | 7  | 21 | 28 | −7   |  |
| 8    | Kanteranos F. C.    | 12   | 16 | 3 | 3 | 10 | 21 | 33 | −12  |  |
| 9    | Legends F. C.       | 9    | 15 | 2 | 3 | 10 | 13 | 30 | −17  |  |
| 10   | Martín García & RJB | 9    | 15 | 2 | 3 | 10 | 11 | 33 | −22  |  |

Actualizado a los partidos jugados el 3 de agosto de 2025.
 Fuente: FCF
| Fecha 1        | Fecha 1   | Fecha 1             | Fecha 1                             | Fecha 1     | Fecha 1 | Fecha 1         |
| Local          | Resultado | Visitante           | Lugar                               | Fecha       | Hora    | Transmisión     |
| -------------- | --------- | ------------------- | ----------------------------------- | ----------- | ------- | --------------- |
| Once Caldas    | 3 : 1     | Legends             | Cancha Luis Fernando Montoya        | 14 de marzo | 10:00   | Sin transmisión |
| Real Cumare    | 2 : 1     | CEIF                | Cancha La Bombonera                 | 14 de marzo | 10:00   | Sin transmisión |
| Llaneros       | 1 : 1     | Deportes Tolima     | C. Auxiliar Estadio Bello Horizonte | 14 de marzo | 12:00   | Sin transmisión |
| Kanteranos     | 5 : 1     | Martín García & RJB | Sede Deportiva Kanteranos F. C.     | 15 de marzo | 13:00   | Sin transmisión |
| Atlético Huila | 3 : 1     | Real Cundinamarca   | Sede Deportiva Atlético Huila       | 17 de marzo | 10:00   | Sin transmisión |

| Fecha 2             | Fecha 2   | Fecha 2        | Fecha 2                    | Fecha 2     | Fecha 2 | Fecha 2         |
| Local               | Resultado | Visitante      | Lugar                      | Fecha       | Hora    | Transmisión     |
| ------------------- | --------- | -------------- | -------------------------- | ----------- | ------- | --------------- |
| Deportes Tolima     | 4 : 1     | Atlético Huila | Sede Deportiva San Gabriel | 21 de marzo | 11:00   | Sin transmisión |
| CEIF                | 1 : 1     | Kanteranos     | Estadio Municipal de Cota  | 21 de marzo | 13:00   | Sin transmisión |
| Real Cundinamarca   | 3 : 2     | Real Cumare    | Estadio Atahualpa          | 22 de marzo | 10:00   | Sin transmisión |
| Martín García & RJB | 2 : 4     | Once Caldas    | Cancha Menegua             | 22 de marzo | 12:00   | Sin transmisión |
| Legends             | 1 : 3     | Llaneros       | Estadio Municipal de Funza | 23 de marzo | 10:00   | Sin transmisión |

| Fecha 3           | Fecha 3   | Fecha 3             | Fecha 3                             | Fecha 3     | Fecha 3 | Fecha 3         |
| Local             | Resultado | Visitante           | Lugar                               | Fecha       | Hora    | Transmisión     |
| ----------------- | --------- | ------------------- | ----------------------------------- | ----------- | ------- | --------------- |
| Atlético Huila    | 4 : 0     | Legends             | Estadio Guillermo Plazas Alcid      | 28 de marzo | 10:00   | Sin transmisión |
| Once Caldas       | 3 : 2     | CEIF                | Cancha Luis Fernando Montoya        | 28 de marzo | 10:00   | Sin transmisión |
| Llaneros          | 4 : 0     | Martín García & RJB | C. Auxiliar Estadio Bello Horizonte | 28 de marzo | 12:00   | Sin transmisión |
| Real Cumare       | 3 : 1     | Kanteranos          | Cancha La Bombonera                 | 28 de marzo | 12:00   | Sin transmisión |
| Real Cundinamarca | 1 : 1     | Deportes Tolima     | Estadio Atahualpa                   | 29 de marzo | 12:00   | Sin transmisión |

| Fecha 4             | Fecha 4   | Fecha 4           | Fecha 4                         | Fecha 4    | Fecha 4 | Fecha 4         |
| Local               | Resultado | Visitante         | Lugar                           | Fecha      | Hora    | Transmisión     |
| ------------------- | --------- | ----------------- | ------------------------------- | ---------- | ------- | --------------- |
| CEIF                | 3 : 0     | Llaneros          | Estadio Municipal de Cota       | 4 de abril | 10:00   | Sin transmisión |
| Deportes Tolima     | 3 : 0     | Real Cumare       | Sede Deportiva San Gabriel      | 5 de abril | 11:00   | Sin transmisión |
| Kanteranos          | 1 : 2     | Once Caldas       | Sede Deportiva Kanteranos F. C. | 5 de abril | 13:00   | Sin transmisión |
| Legends             | 1 : 0     | Real Cundinamarca | Estadio Municipal de Funza      | 6 de abril | 12:00   | Sin transmisión |
| Martín García & RJB | 0 : 2     | Atlético Huila    | Cancha Menegua                  | 6 de abril | 14:00   | Sin transmisión |

| Fecha 5           | Fecha 5   | Fecha 5             | Fecha 5                             | Fecha 5     | Fecha 5 | Fecha 5         |
| Local             | Resultado | Visitante           | Lugar                               | Fecha       | Hora    | Transmisión     |
| ----------------- | --------- | ------------------- | ----------------------------------- | ----------- | ------- | --------------- |
| Deportes Tolima   | 3 : 1     | Legends             | Sede Deportiva San Gabriel          | 25 de abril | 11:00   | Sin transmisión |
| Llaneros          | 5 : 0     | Kanteranos          | C. Auxiliar Estadio Bello Horizonte | 25 de abril | 12:00   | Sin transmisión |
| Real Cumare       | 0 : 1     | Once Caldas         | Cancha La Bombonera                 | 25 de abril | 12:00   | Sin transmisión |
| Real Cundinamarca | 2 : 0     | Martín García & RJB | Estadio Atahualpa                   | 26 de abril | 12:00   | Sin transmisión |
| Atlético Huila    | 0 : 0     | CEIF                | Estadio Guillermo Plazas Alcid      | 27 de abril | 10:00   | Sin transmisión |

| Fecha 6             | Fecha 6   | Fecha 6           | Fecha 6                         | Fecha 6   | Fecha 6 | Fecha 6         |
| Local               | Resultado | Visitante         | Lugar                           | Fecha     | Hora    | Transmisión     |
| ------------------- | --------- | ----------------- | ------------------------------- | --------- | ------- | --------------- |
| Once Caldas         | 1 : 1     | Llaneros          | Cancha Luis Fernando Montoya    | 2 de mayo | 10:00   | Sin transmisión |
| CEIF                | 1 : 0     | Real Cundinamarca | Estadio Municipal de Cota       | 2 de mayo | 13:00   | Sin transmisión |
| Martín García & RJB | 1 : 1     | Deportes Tolima   | Cancha Menegua                  | 3 de mayo | 12:00   | Sin transmisión |
| Kanteranos          | 1 : 3     | Atlético Huila    | Sede Deportiva Kanteranos F. C. | 3 de mayo | 12:00   | Sin transmisión |
| Legends             | 1 : 1     | Real Cumare       | Estadio Municipal de Funza      | 4 de mayo | 10:00   | Sin transmisión |

| Fecha 7           | Fecha 7   | Fecha 7             | Fecha 7                       | Fecha 7    | Fecha 7 | Fecha 7         |
| Local             | Resultado | Visitante           | Lugar                         | Fecha      | Hora    | Transmisión     |
| ----------------- | --------- | ------------------- | ----------------------------- | ---------- | ------- | --------------- |
| Real Cumare       | 1 : 3     | Llaneros            | Cancha La Bombonera           | 9 de mayo  | 10:00   | Sin transmisión |
| Deportes Tolima   | 0 : 0     | CEIF                | Sede Deportiva San Gabriel    | 9 de mayo  | 11:00   | Sin transmisión |
| Atlético Huila    | 1 : 1     | Once Caldas         | Sede Deportiva Atlético Huila | 10 de mayo | 10:00   | Sin transmisión |
| Real Cundinamarca | 2 : 0     | Kanteranos          | Estadio Atahualpa             | 10 de mayo | 12:00   | Sin transmisión |
| Legends           | 2 : 3     | Martín García & RJB | Estadio Municipal de Funza    | 11 de mayo | 13:00   | Sin transmisión |

| Fecha 8     | Fecha 8   | Fecha 8             | Fecha 8                             | Fecha 8    | Fecha 8 | Fecha 8         |
| Local       | Resultado | Visitante           | Lugar                               | Fecha      | Hora    | Transmisión     |
| ----------- | --------- | ------------------- | ----------------------------------- | ---------- | ------- | --------------- |
| Once Caldas | 1 : 0     | Real Cundinamarca   | Cancha Luis Fernando Montoya        | 16 de mayo | 10:00   | Sin transmisión |
| Real Cumare | 1 : 1     | Martín García & RJB | Cancha La Bombonera                 | 16 de mayo | 12:00   | Sin transmisión |
| Llaneros    | 2 : 0     | Atlético Huila      | C. Auxiliar Estadio Bello Horizonte | 16 de mayo | 12:00   | Sin transmisión |
| CEIF        | 4 : 0     | Legends             | Finca Maracaná                      | 18 de mayo | 11:00   | Sin transmisión |
| Kanteranos  | 1 : 2     | Deportes Tolima     | Sede Deportiva Kanteranos F. C.     | 18 de mayo | 12:00   | Sin transmisión |

| Fecha 9             | Fecha 9   | Fecha 9     | Fecha 9                           | Fecha 9    | Fecha 9 | Fecha 9         |
| Local               | Resultado | Visitante   | Lugar                             | Fecha      | Hora    | Transmisión     |
| ------------------- | --------- | ----------- | --------------------------------- | ---------- | ------- | --------------- |
| Deportes Tolima     | 1 : 1     | Once Caldas | Sede Deportiva San Gabriel        | 29 de mayo | 11:00   | Sin transmisión |
| Atlético Huila      | 3 : 1     | Real Cumare | Sede Deportiva Atlético Huila     | 30 de mayo | 10:00   | Sin transmisión |
| Real Cundinamarca   | 2 : 2     | Llaneros    | Parque RecreoDeportivo El Salitre | 31 de mayo | 10:00   | Sin transmisión |
| Martín García & RJB | 0 : 1     | CEIF        | Cancha Menegua                    | 31 de mayo | 12:00   | Sin transmisión |
| Legends             | 1 : 2     | Kanteranos  | Estadio Municipal de Funza        | 1 de junio | 12:30   | Sin transmisión |

| Fecha 10            | Fecha 10  | Fecha 10       | Fecha 10                   | Fecha 10    | Fecha 10 | Fecha 10        |
| Local               | Resultado | Visitante      | Lugar                      | Fecha       | Hora     | Transmisión     |
| ------------------- | --------- | -------------- | -------------------------- | ----------- | -------- | --------------- |
| Deportes Tolima     | 3 : 1     | Llaneros       | Sede Deportiva San Gabriel | 6 de junio  | 10:00    | Sin transmisión |
| Martín García & RJB | 0 : 0     | Kanteranos     | Cancha Menegua             | 7 de junio  | 12:00    | Sin transmisión |
| Real Cundinamarca   | 2 : 1     | Atlético Huila | Estadio Atahualpa          | 27 de junio | 13:00    | Sin transmisión |
| CEIF                | 3 : 2     | Real Cumare    | El Principado              | 27 de junio | 14:00    | Sin transmisión |
| Legends             | 0 : 0     | Once Caldas    | Estadio Municipal de Funza | 6 de julio  | 10:00    | Sin transmisión |

| Fecha 11       | Fecha 11  | Fecha 11            | Fecha 11                            | Fecha 11    | Fecha 11 | Fecha 11        |
| Local          | Resultado | Visitante           | Lugar                               | Fecha       | Hora     | Transmisión     |
| -------------- | --------- | ------------------- | ----------------------------------- | ----------- | -------- | --------------- |
| Real Cumare    | 1 : 2     | Real Cundinamarca   | Cancha La Bombonera                 | 13 de junio | 12:00    | Sin transmisión |
| Llaneros       | 0 : 1     | Legends             | C. Auxiliar Estadio Bello Horizonte | 13 de junio | 12:00    | Sin transmisión |
| Kanteranos     | 4 : 2     | CEIF                | Sede Deportiva Kanteranos F. C.     | 14 de junio | 11:00    | Sin transmisión |
| Once Caldas    | 5 : 0     | Martín García & RJB | Cancha Luis Fernando Montoya        | 27 de junio | 10:00    | Sin transmisión |
| Atlético Huila | 1 : 1     | Deportes Tolima     | Sede Deportiva Atlético Huila       | 5 de julio  | 10:00    | Sin transmisión |

| Fecha 12            | Fecha 12  | Fecha 12          | Fecha 12                        | Fecha 12    | Fecha 12 | Fecha 12        |
| Local               | Resultado | Visitante         | Lugar                           | Fecha       | Hora     | Transmisión     |
| ------------------- | --------- | ----------------- | ------------------------------- | ----------- | -------- | --------------- |
| Deportes Tolima     | 2 : 1     | Real Cundinamarca | Sede Deportiva San Gabriel      | 20 de junio | 11:00    | Sin transmisión |
| Kanteranos          | 3 : 3     | Real Cumare       | Sede Deportiva Kanteranos F. C. | 21 de junio | 11:00    | Sin transmisión |
| Martín García & RJB | 1 : 3     | Llaneros          | Cancha Menegua                  | 21 de junio | 12:00    | Sin transmisión |
| CEIF                | 0 : 1     | Once Caldas       | Finca Maracaná                  | 22 de junio | 15:00    | Sin transmisión |
| Legends             | 2 : 2     | Atlético Huila    | Estadio Municipal de Funza      | 22 de junio | 15:00    | Sin transmisión |

| Fecha 13          | Fecha 13  | Fecha 13            | Fecha 13                      | Fecha 13    | Fecha 13 | Fecha 13        |
| Local             | Resultado | Visitante           | Lugar                         | Fecha       | Hora     | Transmisión     |
| ----------------- | --------- | ------------------- | ----------------------------- | ----------- | -------- | --------------- |
| Atlético Huila    | 1 : 0     | Martín García & RJB | Sede Deportiva Atlético Huila | 11 de julio | 10:00    | Sin transmisión |
| Once Caldas       | 2 : 1     | Kanteranos          | Cancha Luis Fernando Montoya  | 11 de julio | 10:00    | Sin transmisión |
| Real Cumare       | 1 : 1     | Deportes Tolima     | Cancha La Bombonera           | 11 de julio | 12:00    | Sin transmisión |
| Real Cundinamarca | 1 : 0     | Legends             | Estadio Atahualpa             | 12 de julio | 12:00    | Sin transmisión |
| Llaneros          | :         | CEIF                | Aplazado                      | Aplazado    | Aplazado | Aplazado        |

| Fecha 14            | Fecha 14  | Fecha 14          | Fecha 14                     | Fecha 14     | Fecha 14 | Fecha 14        |
| Local               | Resultado | Visitante         | Lugar                        | Fecha        | Hora     | Transmisión     |
| ------------------- | --------- | ----------------- | ---------------------------- | ------------ | -------- | --------------- |
| Kanteranos          | 0 : 1     | Llaneros          | Sede Club Kanteranos         | 19 de julio  | 11:00    | Sin transmisión |
| CEIF                | 3 : 1     | Atlético Huila    | Finca Maracaná               | 20 de julio  | 11:00    | Sin transmisión |
| Once Caldas         | :         | Real Cumare       | Cancha Luis Fernando Montoya | 15 de agosto | 10:00    | Por definir     |
| Legends             | :         | Deportes Tolima   | Aplazado                     | Aplazado     | Aplazado | Aplazado        |
| Martín García & RJB | :         | Real Cundinamarca | Aplazado                     | Aplazado     | Aplazado | Aplazado        |

| Fecha 15          | Fecha 15  | Fecha 15            | Fecha 15                            | Fecha 15    | Fecha 15 | Fecha 15        |
| Local             | Resultado | Visitante           | Lugar                               | Fecha       | Hora     | Transmisión     |
| ----------------- | --------- | ------------------- | ----------------------------------- | ----------- | -------- | --------------- |
| Real Cumare       | 2 : 1     | Legends             | Cancha sintética La Bombonera       | 25 de julio | 10:00    | Sin transmisión |
| Deportes Tolima   | 1 : 0     | Martín García & RJB | Sede Deportiva San Gabriel          | 25 de julio | 10:00    | Sin transmisión |
| Llaneros          | 2 : 0     | Once Caldas         | C. Auxiliar Estadio Bello Horizonte | 25 de julio | 12:00    | Sin transmisión |
| Atlético Huila    | 3 : 1     | Kanteranos          | Sede Deportiva Atlético Huila       | 26 de julio | 10:00    | Sin transmisión |
| Real Cundinamarca | 3 : 0     | CEIF                | Estadio Atahualpa                   | 27 de julio | 12:00    | Sin transmisión |

| Fecha 16            | Fecha 16  | Fecha 16          | Fecha 16                            | Fecha 16    | Fecha 16 | Fecha 16        |
| Local               | Resultado | Visitante         | Lugar                               | Fecha       | Hora     | Transmisión     |
| ------------------- | --------- | ----------------- | ----------------------------------- | ----------- | -------- | --------------- |
| Once Caldas         | 1 : 2     | Atlético Huila    | Cancha Luis Fernando Montoya        | 1 de agosto | 10:00    | Sin transmisión |
| Martín García & RJB | 2 : 1     | Legends           | Cancha Menegua                      | 1 de agosto | 12:00    | Sin transmisión |
| Llaneros            | 1 : 1     | Real Cumare       | C. Auxiliar Estadio Bello Horizonte | 1 de agosto | 12:00    | Sin transmisión |
| Kanteranos          | 0 : 2     | Real Cundinamarca | Sede Deportiva Kanteranos F. C.     | 2 de agosto | 10:00    | Sin transmisión |
| CEIF                | 1 : 1     | Deportes Tolima   | Finca Maracaná                      | 3 de agosto | 13:00    | Sin transmisión |

| Fecha 17            | Fecha 17  | Fecha 17    | Fecha 17                      | Fecha 17     | Fecha 17 | Fecha 17        |
| Local               | Resultado | Visitante   | Lugar                         | Fecha        | Hora     | Transmisión     |
| ------------------- | --------- | ----------- | ----------------------------- | ------------ | -------- | --------------- |
| Legends             | :         | CEIF        | Estadio Municipal de Funza    | 8 de agosto  | 10:00    | Sin transmisión |
| Atlético Huila      | :         | Llaneros    | Sede Deportiva Atlético Huila | 8 de agosto  | 10:00    | Sin transmisión |
| Martín García & RJB | :         | Real Cumare | Cancha La Bombonera           | 8 de agosto  | 12:00    | Sin transmisión |
| Deportes Tolima     | :         | Kanteranos  | Sede Deportiva San Gabriel    | 9 de agosto  | 10:00    | Sin transmisión |
| Real Cundinamarca   | :         | Once Caldas | Sede Deportiva FCF            | 10 de agosto | 10:30    | Win Sports      |

| Fecha 18    | Fecha 18  | Fecha 18            | Fecha 18    | Fecha 18    | Fecha 18    | Fecha 18    |
| Local       | Resultado | Visitante           | Lugar       | Fecha       | Hora        | Transmisión |
| ----------- | --------- | ------------------- | ----------- | ----------- | ----------- | ----------- |
| CEIF        | :         | Martín García & RJB | Por definir | Por definir | Por definir | Por definir |
| Kanteranos  | :         | Legends             | Por definir | Por definir | Por definir | Por definir |
| Once Caldas | :         | Deportes Tolima     | Por definir | Por definir | Por definir | Por definir |
| Llaneros    | :         | Real Cundinamarca   | Por definir | Por definir | Por definir | Por definir |
| Real Cumare | :         | Atlético Huila      | Por definir | Por definir | Por definir | Por definir |

## Fases finales
Las fases de eliminación directa o fases finales, corresponden a los Octavos de final, Cuartos de final, Semifinales y Final, en las cuales se juegan partidos de ida y vuelta, a eliminación directa. A esta fase clasificarán dieciséis equipos provenientes de la Fase de grupos.

### Tabla de terceros lugares
Los seis (6) equipos que ocupen el tercer lugar de sus respectivos grupos en la I FASE se ubican en una tabla de terceros lugares para definir los cuatro mejores terceros clasificados a la II FASE.
| Pos. | Equipo             | Pts. | PJ | G  | E | P | GF | GC | Dif. |  |
| ---- | ------------------ | ---- | -- | -- | - | - | -- | -- | ---- |  |
| 1    | Envigado F. C.     | 32   | 16 | 10 | 2 | 4 | 29 | 18 | +11  |  |
| 2    | Orsomarso          | 29   | 16 | 8  | 5 | 3 | 23 | 15 | +8   |  |
| 3    | Barranquilla F. C. | 29   | 16 | 8  | 5 | 3 | 25 | 20 | +5   |  |
| 4    | Llaneros           | 28   | 15 | 8  | 4 | 3 | 29 | 15 | +14  |  |
| 5    | Alianza Valledupar | 27   | 15 | 8  | 3 | 4 | 32 | 16 | +16  |  |
| 6    | Patriotas          | 27   | 16 | 7  | 6 | 3 | 18 | 12 | +6   |  |

Actualizado a los partidos jugados el 4 de agosto de 2025.
 Fuente: FCF
Criterios de clasificación: Puntos · Partidos ganados · Diferencia de goles · Promedio de goles (favor/contra) · Más goles a favor · Menos goles en contra · Sistema que defina el comité organizador incluida la puntuación del juego limpio · Sorteo

### Cuadro de desarrollo
|  | Octavos de final | Octavos de final | Octavos de final | Octavos de final |  |  | Cuartos de final | Cuartos de final | Cuartos de final | Cuartos de final |  |  | Semifinales | Semifinales  | Semifinales | Semifinales |  |  | Final | Final | Final | Final |  |
|  |                  |                  |                  |                  |  |  |                  |                  |                  |                  |  |  |             |              |             |             |  |  |       |       |       |       |  |
|  |                  |                  |                  |                  |  |  |                  |                  |                  |                  |  |  |             |              |             |             |  |  |       |       |       |       |  |
|  | 16°              |                  |                  |                  |  |  |                  |                  |                  |                  |  |  |             |              |             |             |  |  |       |       |       |       |  |
|  |                  |                  |                  |                  |  |  |                  |                  |                  |                  |  |  |             |              |             |             |  |  |       |       |       |       |  |
|  | 1°               |                  |                  |                  |  |  |                  |                  |                  |                  |  |  |             |              |             |             |  |  |       |       |       |       |  |
|  |                  | Bandera de ?     |                  |                  |  |  |                  |                  |                  |                  |  |  |             |              |             |             |  |  |       |       |       |       |  |
|  |                  |                  |                  |                  |  |  |                  |                  |                  |                  |  |  |             |              |             |             |  |  |       |       |       |       |  |
|  |                  |                  | Bandera de ?     |                  |  |  |                  |                  |                  |                  |  |  |             |              |             |             |  |  |       |       |       |       |  |
|  | 9°               |                  |                  |                  |  |  |                  |                  |                  |                  |  |  |             |              |             |             |  |  |       |       |       |       |  |
|  |                  |                  |                  |                  |  |  |                  |                  |                  |                  |  |  |             |              |             |             |  |  |       |       |       |       |  |
|  | 8°               |                  |                  |                  |  |  |                  |                  |                  |                  |  |  |             |              |             |             |  |  |       |       |       |       |  |
|  |                  |                  |                  |                  |  |  |                  | Bandera de ?     |                  |                  |  |  |             |              |             |             |  |  |       |       |       |       |  |
|  |                  |                  |                  |                  |  |  |                  |                  |                  |                  |  |  |             |              |             |             |  |  |       |       |       |       |  |
|  |                  |                  | Bandera de ?     |                  |  |  |                  |                  |                  |                  |  |  |             |              |             |             |  |  |       |       |       |       |  |
|  | 13°              |                  |                  |                  |  |  |                  |                  |                  |                  |  |  |             |              |             |             |  |  |       |       |       |       |  |
|  |                  |                  |                  |                  |  |  |                  |                  |                  |                  |  |  |             |              |             |             |  |  |       |       |       |       |  |
|  | 4°               |                  |                  |                  |  |  |                  |                  |                  |                  |  |  |             |              |             |             |  |  |       |       |       |       |  |
|  |                  | Bandera de ?     |                  |                  |  |  |                  |                  |                  |                  |  |  |             |              |             |             |  |  |       |       |       |       |  |
|  |                  |                  |                  |                  |  |  |                  |                  |                  |                  |  |  |             |              |             |             |  |  |       |       |       |       |  |
|  |                  |                  | Bandera de ?     |                  |  |  |                  |                  |                  |                  |  |  |             |              |             |             |  |  |       |       |       |       |  |
|  | 12°              |                  |                  |                  |  |  |                  |                  |                  |                  |  |  |             |              |             |             |  |  |       |       |       |       |  |
|  |                  |                  |                  |                  |  |  |                  |                  |                  |                  |  |  |             |              |             |             |  |  |       |       |       |       |  |
|  | 5°               |                  |                  |                  |  |  |                  |                  |                  |                  |  |  |             |              |             |             |  |  |       |       |       |       |  |
|  |                  |                  |                  |                  |  |  |                  |                  |                  |                  |  |  |             | Bandera de ? |             |             |  |  |       |       |       |       |  |
|  |                  |                  |                  |                  |  |  |                  |                  |                  |                  |  |  |             |              |             |             |  |  |       |       |       |       |  |
|  |                  |                  | Bandera de ?     |                  |  |  |                  |                  |                  |                  |  |  |             |              |             |             |  |  |       |       |       |       |  |
|  | 15°              |                  |                  |                  |  |  |                  |                  |                  |                  |  |  |             |              |             |             |  |  |       |       |       |       |  |
|  |                  |                  |                  |                  |  |  |                  |                  |                  |                  |  |  |             |              |             |             |  |  |       |       |       |       |  |
|  | 2°               |                  |                  |                  |  |  |                  |                  |                  |                  |  |  |             |              |             |             |  |  |       |       |       |       |  |
|  |                  | Bandera de ?     |                  |                  |  |  |                  |                  |                  |                  |  |  |             |              |             |             |  |  |       |       |       |       |  |
|  |                  |                  |                  |                  |  |  |                  |                  |                  |                  |  |  |             |              |             |             |  |  |       |       |       |       |  |
|  |                  |                  | Bandera de ?     |                  |  |  |                  |                  |                  |                  |  |  |             |              |             |             |  |  |       |       |       |       |  |
|  | 10°              |                  |                  |                  |  |  |                  |                  |                  |                  |  |  |             |              |             |             |  |  |       |       |       |       |  |
|  |                  |                  |                  |                  |  |  |                  |                  |                  |                  |  |  |             |              |             |             |  |  |       |       |       |       |  |
|  | 7°               |                  |                  |                  |  |  |                  |                  |                  |                  |  |  |             |              |             |             |  |  |       |       |       |       |  |
|  |                  |                  |                  |                  |  |  |                  | Bandera de ?     |                  |                  |  |  |             |              |             |             |  |  |       |       |       |       |  |
|  |                  |                  |                  |                  |  |  |                  |                  |                  |                  |  |  |             |              |             |             |  |  |       |       |       |       |  |
|  |                  |                  | Bandera de ?     |                  |  |  |                  |                  |                  |                  |  |  |             |              |             |             |  |  |       |       |       |       |  |
|  | 14°              |                  |                  |                  |  |  |                  |                  |                  |                  |  |  |             |              |             |             |  |  |       |       |       |       |  |
|  |                  |                  |                  |                  |  |  |                  |                  |                  |                  |  |  |             |              |             |             |  |  |       |       |       |       |  |
|  | 13°              |                  |                  |                  |  |  |                  |                  |                  |                  |  |  |             |              |             |             |  |  |       |       |       |       |  |
|  |                  | Bandera de ?     |                  |                  |  |  |                  |                  |                  |                  |  |  |             |              |             |             |  |  |       |       |       |       |  |
|  |                  |                  |                  |                  |  |  |                  |                  |                  |                  |  |  |             |              |             |             |  |  |       |       |       |       |  |
|  |                  |                  | Bandera de ?     |                  |  |  |                  |                  |                  |                  |  |  |             |              |             |             |  |  |       |       |       |       |  |
|  | 11°              |                  |                  |                  |  |  |                  |                  |                  |                  |  |  |             |              |             |             |  |  |       |       |       |       |  |
|  |                  |                  |                  |                  |  |  |                  |                  |                  |                  |  |  |             |              |             |             |  |  |       |       |       |       |  |
|  | 6°               |                  |                  |                  |  |  |                  |                  |                  |                  |  |  |             |              |             |             |  |  |       |       |       |       |  |
|  |                  |                  |                  |                  |  |  |                  |                  |                  |                  |  |  |             |              |             |             |  |  |       |       |       |       |  |
|  |                  |                  |                  |                  |  |  |                  |                  |                  |                  |  |  |             |              |             |             |  |  |       |       |       |       |  |

## Estadísticas

### Goleadores
| Cristian Peñate                            | Junior             | 13 |
| Christian Negrete                          | Atlético Nacional  | 11 |
| David Reyes                                | Jaguares           | 11 |
| Damerson Angulo                            | Ocaña F. C.        | 9  |
| Jeison Osorio                              | Alianza Valledupar | 9  |
| Frank Ruiz                                 | Once Caldas        | 9  |
| Jhon Amaris                                | Europa F. C.       | 8  |
| Gabriel Arrieta                            | Unión Magdalena    | 8  |
| Ángel Ávila                                | Atlético Aracataca | 8  |
| Alan García                                | Atlético Huila     | 8  |
| Julián Murrillo                            | Total Soccer       | 8  |
| Jhon Sebastián Palacios                    | Fortaleza CEIF     | 8  |
| Jhon Perea                                 | Urabá Soccer       | 8  |
| Última actualización: 4 de agosto de 2025. |                    |    |

Fuente: Web oficial Supercopa Juvenil FCF

### Descenso
Los últimos 10 equipos en la tabla de reclasificación de la primera fase descienden al Torneo Sub-20 B. A continuación solo se muestran los últimos 16 equipos ubicados en los lugares 45 al 60.
| Pos.                                       | Gr. | Equipo              | Pts. | PJ | G | E | P  | GF | GC | Dif. |
| ------------------------------------------ | --- | ------------------- | ---- | -- | - | - | -- | -- | -- | ---- |
| 45.                                        | A   | Boyacá Chicó        | 16   | 17 | 4 | 4 | 9  | 17 | 25 | −8   |
| 46.                                        | A   | Maracaneiros        | 16   | 17 | 4 | 4 | 9  | 20 | 29 | −9   |
| 47.                                        | B   | Arco Zaragoza       | 15   | 16 | 3 | 6 | 7  | 19 | 28 | −9   |
| 48.                                        | D   | Costa Azul          | 14   | 16 | 4 | 1 | 10 | 19 | 28 | −9   |
| 49.                                        | F   | Real Cumare         | 14   | 15 | 3 | 5 | 7  | 21 | 28 | −7   |
| 50.                                        | C   | Europa F. C.        | 14   | 16 | 3 | 5 | 8  | 17 | 24 | −7   |
| 51.                                        | B   | Urabá Soccer        | 14   | 16 | 3 | 5 | 8  | 26 | 36 | −10  |
| 52.                                        | F   | Kanteranos F. C.    | 12   | 16 | 3 | 3 | 10 | 21 | 33 | −12  |
| 53.                                        | C   | Cali Andrés Sanín   | 12   | 16 | 3 | 3 | 10 | 15 | 29 | −14  |
| 54.                                        | E   | Juventud Magangué   | 11   | 16 | 3 | 5 | 8  | 17 | 24 | −7   |
| 55.                                        | B   | Reyes del Gol       | 11   | 16 | 2 | 5 | 9  | 15 | 29 | −14  |
| 56.                                        | F   | Legends F. C.       | 9    | 15 | 2 | 3 | 10 | 13 | 30 | −17  |
| 57.                                        | F   | Martín García & RJB | 9    | 15 | 2 | 3 | 10 | 11 | 33 | −22  |
| 58.                                        | E   | Cúcuta F. C.        | 9    | 16 | 2 | 3 | 11 | 12 | 37 | −25  |
| 59.                                        | B   | Turbo F. C. (D)     | 5    | 16 | 1 | 2 | 13 | 8  | 52 | −44  |
| 60.                                        | D   | Darsena F. C. (R)   | 1    | 16 | 0 | 1 | 15 | 7  | 29 | −22  |
| Última actualización: 5 de agosto de 2025. |     |                     |      |    |   |   |    |    |    |      |

Fuente: FCF
|     | Zona de descenso al Torneo Sub-20 B para la temporada 2026.        |
| (D) | Descenso al Torneo Sub-20 B para la temporada 2026.                |
| (R) | Club retirado, descenso al Torneo Sub-20 B para la temporada 2026. |